# 산악주

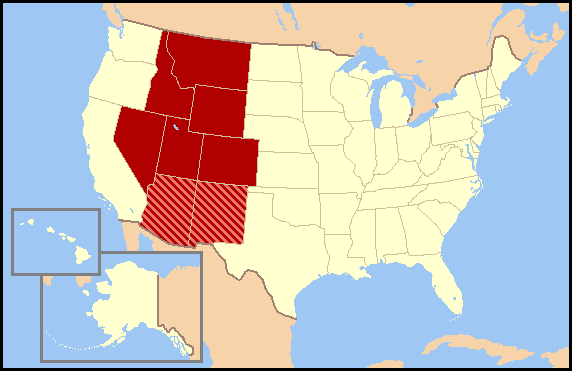
지역 구분은 자료마다 다르다. 짙은 빨간색으로 표시된 주들은 항상 포함되며, 줄무늬 주들은 일반적으로 산악주라고 불리는 같은 지역의 일부로 간주된다.

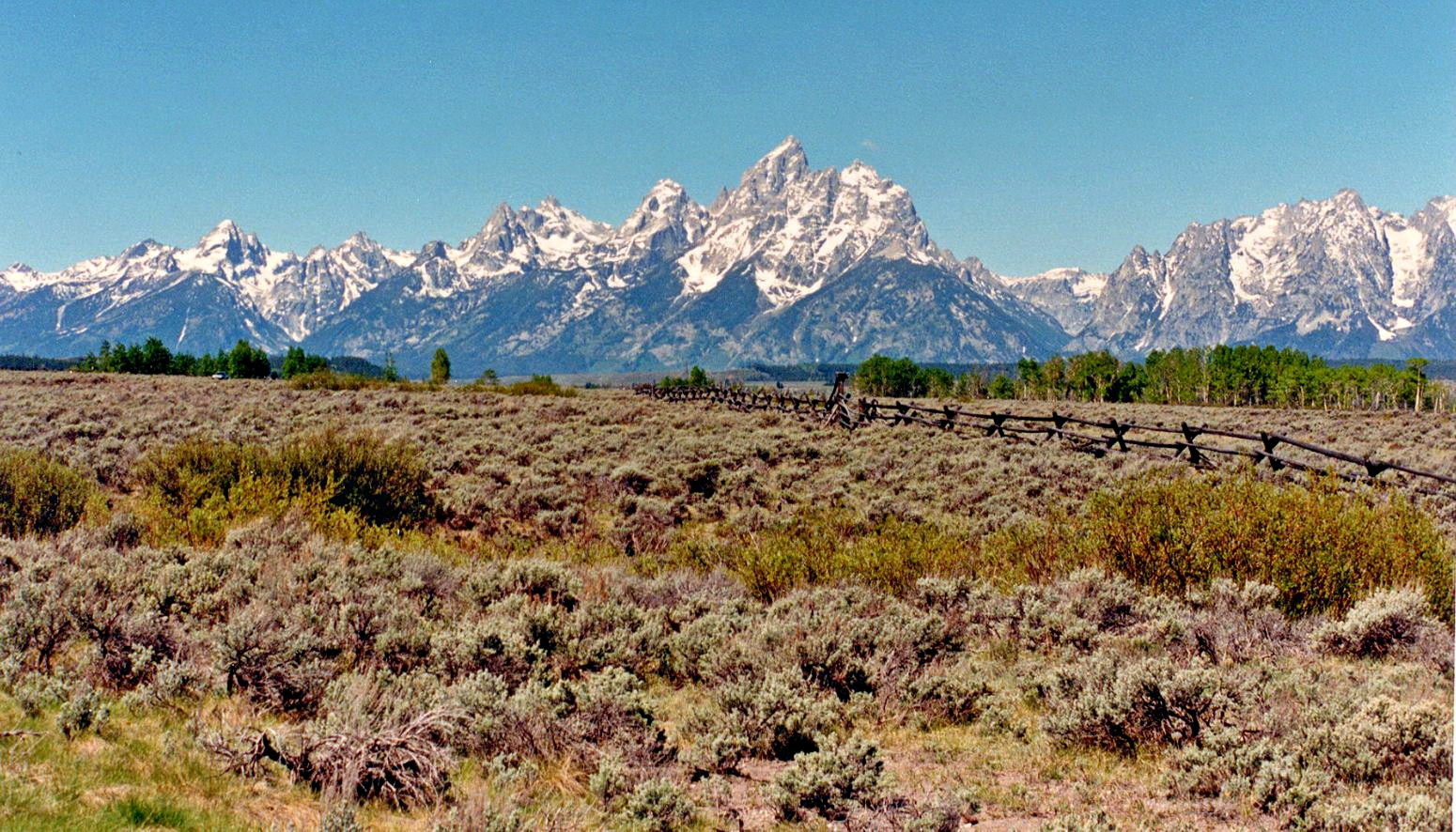
로키산맥의 일부인 와이오밍주의 티턴산맥

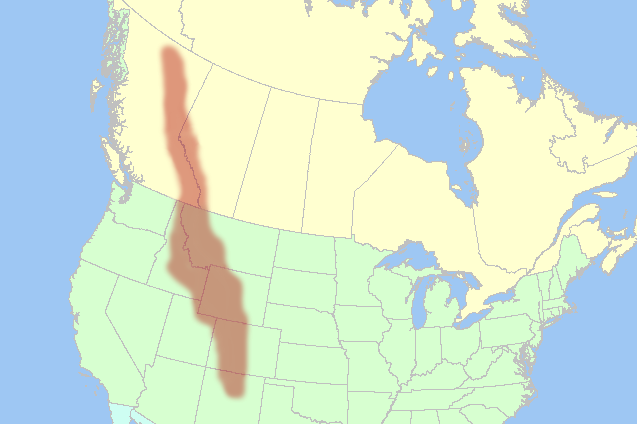
서부 북아메리카의 로키산맥 지도

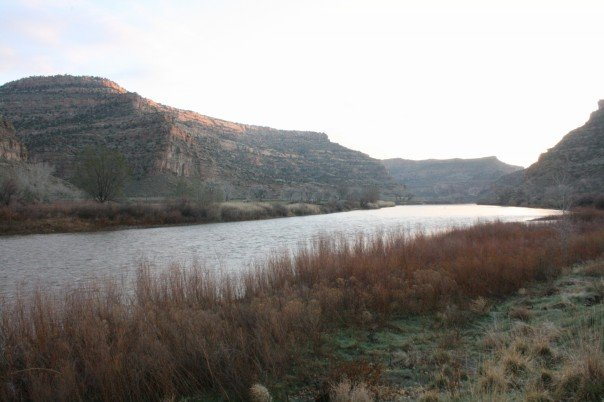
그랜드정션 근처의 콜로라도강.

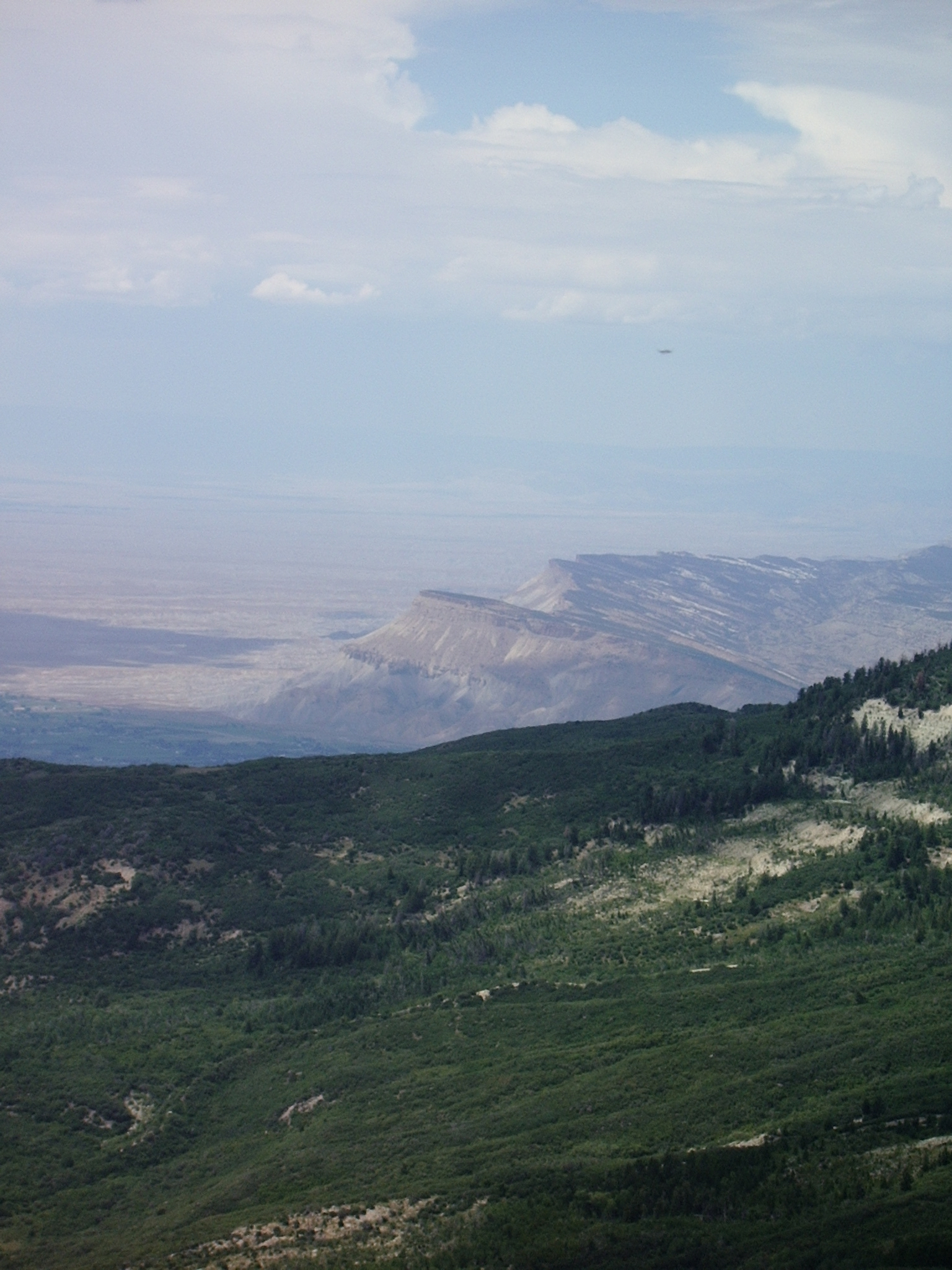
콜로라도 서부의 그랜드 메사.

산악주(Mountain states, 마운틴 웨스트 또는 내륙 서부라고도 알려짐)는 미국 인구조사국이 공식적으로 인정하는 미국의 9개 지리적 구역 중 하나를 형성한다. 이는 미국 서부의 하위 지역이다.
산악주에는 애리조나주, 콜로라도주, 아이다호주, 몬태나주, 네바다주, 뉴멕시코주, 유타주 및 와이오밍주가 포함된다. "산악주"라는 말은 일반적으로 미국 로키산맥을 포함하는 미국 주를 가리킨다. 이들은 몬태나주, 아이다호주, 와이오밍주, 콜로라도주, 유타주, 뉴멕시코주의 일부를 통해 남북으로 뻗어 있다. 애리조나주와 네바다주, 그리고 유타주와 뉴멕시코주의 다른 지역에도 다른 작은 산맥과 흩어진 산들이 위치해 있다. 때로는 서부 텍사스의 트랜스페코스 지역이 이 지역의 일부로 간주되기도 한다. 8개 주 전체의 면적은 약 855,767 제곱마일 (2,216,426 km2)이다.
이 지역은 미국에서 가장 빠르게 성장하는 지역으로, 유타주, 아이다호주, 네바다주, 콜로라도주, 애리조나주는 미국에서 가장 빠르게 성장하는 주에 속한다.
이 지역 내에는 몇 가지 소구역이 존재한다.
- 애리조나주, 뉴멕시코주, 남부 네바다, 극서부 텍사스로 구성된 미국 남서부 지역[2]
- 유타주, 네바다주, 아이다호주 및 기타 주의 일부로 구성된 인터마운틴 지역[3]
- 북부 뉴멕시코, 콜로라도주, 남동부 와이오밍주로 구성된 프런트 레인지 지역[4]

## 지역 지리
산악 서부는 미국에서 가장 크고 다양한 지역 중 하나이다. 산악 서부의 대부분의 지역 경계는 종종 하이 플레인스부터 시에라네바다산맥과 캐스케이드산맥까지의 지역을 살펴본다. 산악 서부의 남부와 북부 지역은 종종 두 개의 분리된 지역으로 나뉜다. 남부 지역(애리조나주와 뉴멕시코주)은 종종 남서부 지역으로 불리며, 북부 지역(아이다호주와 몬태나주)은 종종 북서부 주에 포함되거나 "북부 로키산맥"이라고 불린다.

## 지형

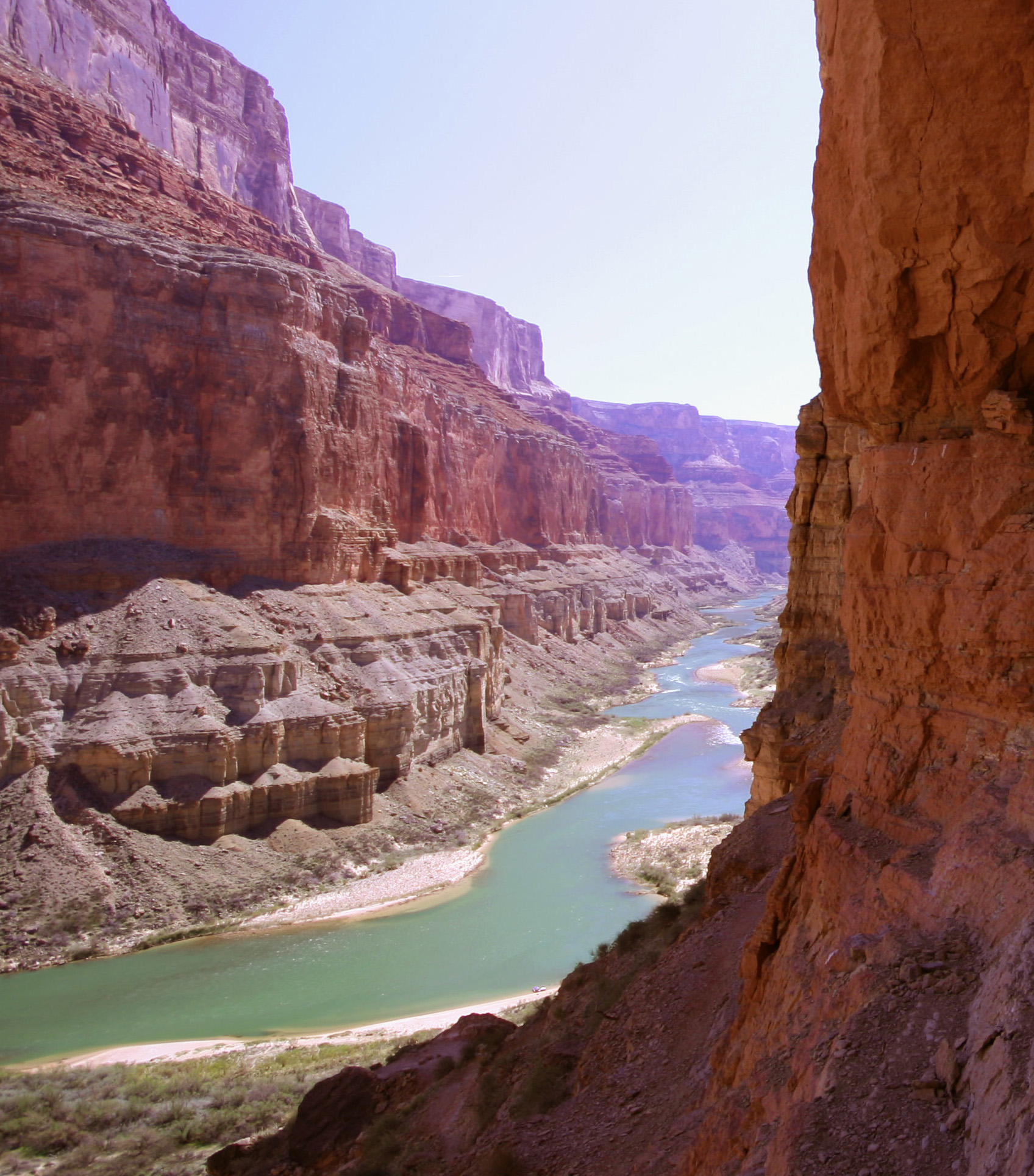
애리조나주의 콜로라도강 그랜드 캐니언 바닥

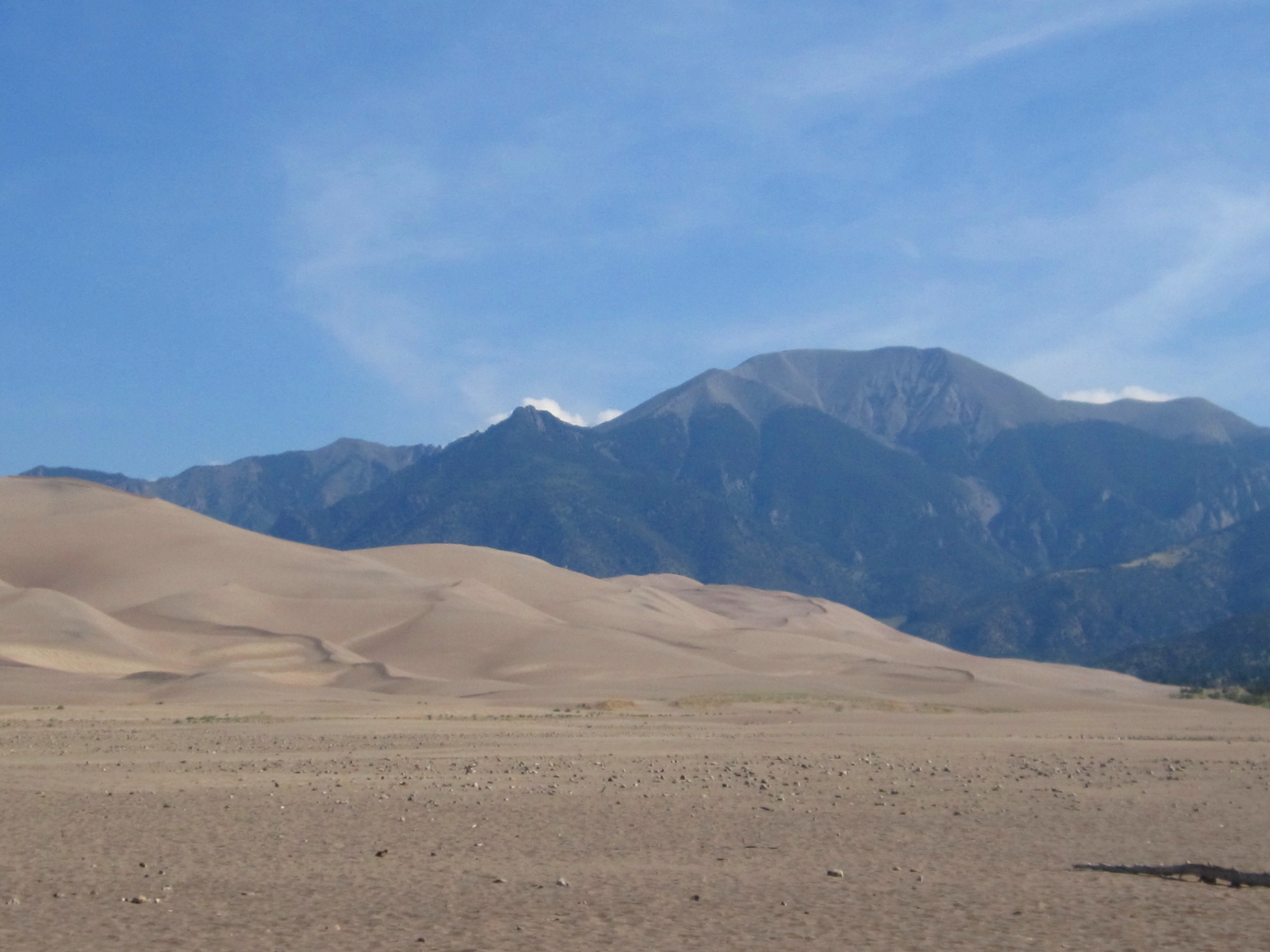
콜로라도주의 그레이트 샌드 듄스 국립공원

알래스카주, 캘리포니아주, 하와이주, 오리건주, 워싱턴주의 태평양 주와 함께 산악주들은 미국 인구조사국이 공식적으로 인정하는 4개 지역 중 하나인 서부의 더 넓은 지역을 구성한다(나머지 셋은 북동부, 남부, 중서부이다). 산악 서부의 지형은 미국 내 다른 어떤 지역보다 다양하다. 물리적 지리는 미국 본토에서 가장 높은 산봉우리부터 넓은 사막 지대와 지역의 동부에 있는 완만한 평원까지 다양하다. 그레이트베이슨 사막은 거의 모든 네바다주, 서부 유타주, 남부 아이다호주에 위치한다. 모하비 사막의 일부는 캘리포니아주에 위치하지만, 사막의 절반 이상은 산악 서부의 남부 네바다주에 위치한다. 한편, 소노라 사막은 애리조나주 대부분에 위치하며, 치와와 사막은 화이트 샌즈와 호르나다 델 무에르토를 포함하여 뉴멕시코주 남서부와 남부의 대부분에 위치한다. 콜로라도주에도 광활한 산 루이스 밸리를 포함하여 주 남부와 북서부에 흩어진 사막 지대가 있다.
콜로라도주, 뉴멕시코주, 유타주, 애리조나주에는 콜로라도고원의 일부인 다른 작은 사막 지대가 있다. 페인티드 데저트는 애리조나주 북부와 북동부에 위치하며, 산 라파엘 사막은 유타주 동부에 위치한다. 뉴멕시코주에는 북부와 북서부에 다른 사막 지대가 있다. 콜로라도주에는 주 북서부, 서부 및 남부의 콜로라도고원에 넓은 사막 지대가 있다. 콜로라도주의 이 사막 지대는 로열 고지, 그레이트 샌드 듄스 국립공원, 푸에블로, 산 루이스 밸리, 코르테즈, 도브 크리크, 델타, 고대인의 협곡 국립 기념물, 로안 고원, 공룡 국립 기념물, 콜로라도 국립 기념물, 그랜드 메사와 같은 지역과 그 주변에 위치한다. 산 루이스 밸리는 세계에서 가장 큰 고지대 사막이다.
산악 서부의 가장 동쪽에는 그레이트플레인스의 일부인 하이 플레인스가 있다. 이 평원은 주로 평평한 구릉 지형으로 이루어져 있으며, 흩어진 뷰트, 협곡 및 숲이 이 지역에 위치한다. 하이 플레인스는 강우량이 매우 적고 높은 고도에 위치하며, 보통 약 3,000 to 6,000 피트 (910 to 1,830 m)에 달한다. 많은 사람들은 하이 플레인스를 더 넓은 산악 서부 지역으로 진입하는 지점으로 본다.
산악 서부에는 미국에서 가장 높은 산봉우리들이 있다. 산악 서부의 더 유명한 산들 중 일부는 엘버트산, 파이크스 피크, 블랑카 피크, 롱스피크, 킹스 피크, 윈드 리버 피크, 클라우드 피크, 휠러 피크, 트루차스 피크, 그래닛 피크, 보라산, 험프리스 피크이다.

## 기후

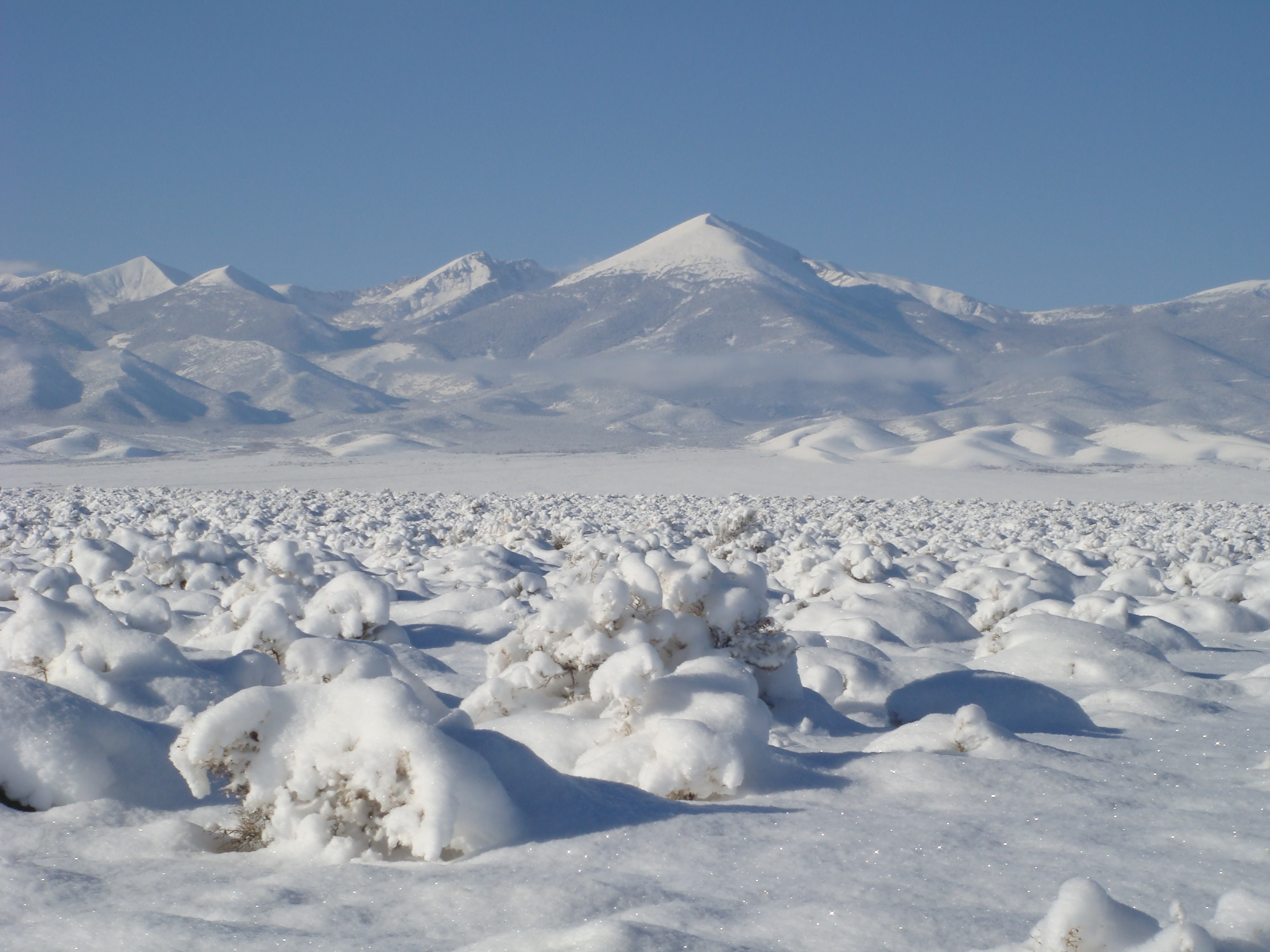
네바다주 그레이트베이슨 사막의 눈

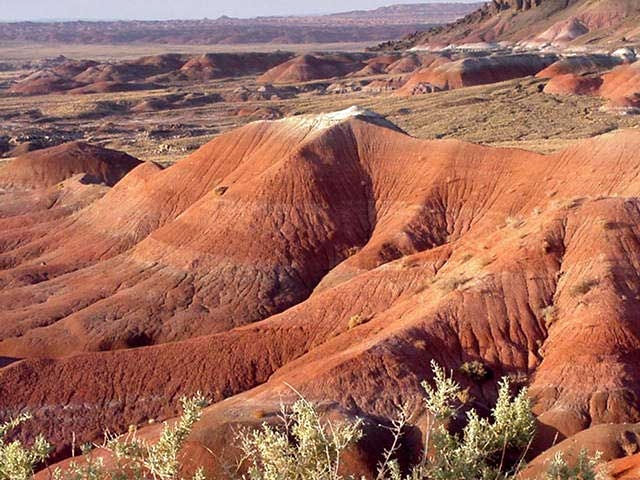
애리조나주 북동부의 페인티드 데저트

산악 서부의 기후는 미국에서 가장 다양한 기후 중 하나이다. 이 지역 전체는 일반적으로 스텝 또는 건조 기후를 특징으로 하며, 각 주의 산에는 약간의 고산 기후가 있다. 높은 산의 일부는 매우 많은 눈과 비를 받을 수 있는 반면, 이 지역의 다른 부분은 비가 거의 오지 않고 눈도 거의 오지 않는다. 이 지역의 동부에 있는 하이 플레인스는 적당한 양의 눈이 내리지만 비는 거의 오지 않는다.
네바다주와 애리조나주는 일반적으로 사막 지대와 흩어진 산맥으로 채워져 있다. 네바다주 대부분은 주 남부에서 눈이 거의 오지 않지만, 북부 네바다주는 산과 그 주변, 심지어 네바다주의 사막 지대에서도 많은 양의 눈이 내릴 수 있다. 애리조나주는 일반적으로 비나 눈이 거의 오지 않지만, 산과 산 근처의 높은 고도에서는 극히 많은 양의 비와 눈이 내린다. 북부와 북동부 애리조나주는 "고지대 사막"의 특징을 나타내는데, 여름은 매우 덥고 건조하며, 겨울은 매우 추워지고 눈도 내릴 수 있다.
유타주 또한 일반적으로 넓은 사막 지대이며, 산도 있다. 그러나 유타주의 사막 지대에는 상당한 양의 눈이 내리며, 산과 그 주변에도 많은 양의 눈이 내린다. 콜로라도주와 뉴멕시코주는 매우 유사한 기후를 가지고 있다. 두 주 모두 산에서 떨어져 상당한 양의 눈이 내릴 수 있으며, 두 주의 산에는 극히 많은 양의 눈이 내린다. 그러나 뉴멕시코주 남부와 남서부는 남부 네바다주 및 남부 애리조나주와 유사하게 눈이 거의 오지 않는다. 북동부 애리조나주, 동부 유타주, 북부 뉴멕시코주, 서부 및 남부 콜로라도주에서 발견되는 사막 지대는 일반적으로 "고지대 사막" 지대라고 불린다.
산악 서부의 북부 지역은 남서부 지역보다 약간 더 시원한 경향이 있다. 아이다호주와 몬태나주 모두 산에서 떨어져 상당한 양의 눈이 내리며, 산에는 매우 많은 양의 눈이 내린다. 북부 산악 서부에도 고지대 사막이 존재한다. 남동부 오리건주와 남부 아이다호주에는 그레이트베이슨 사막 지대가 위치해 있으며, 이는 고지대 사막의 일부이다.
8개 산악주들은 모든 50개 미국 주 중에서 평균 고도가 가장 높다.

## 주

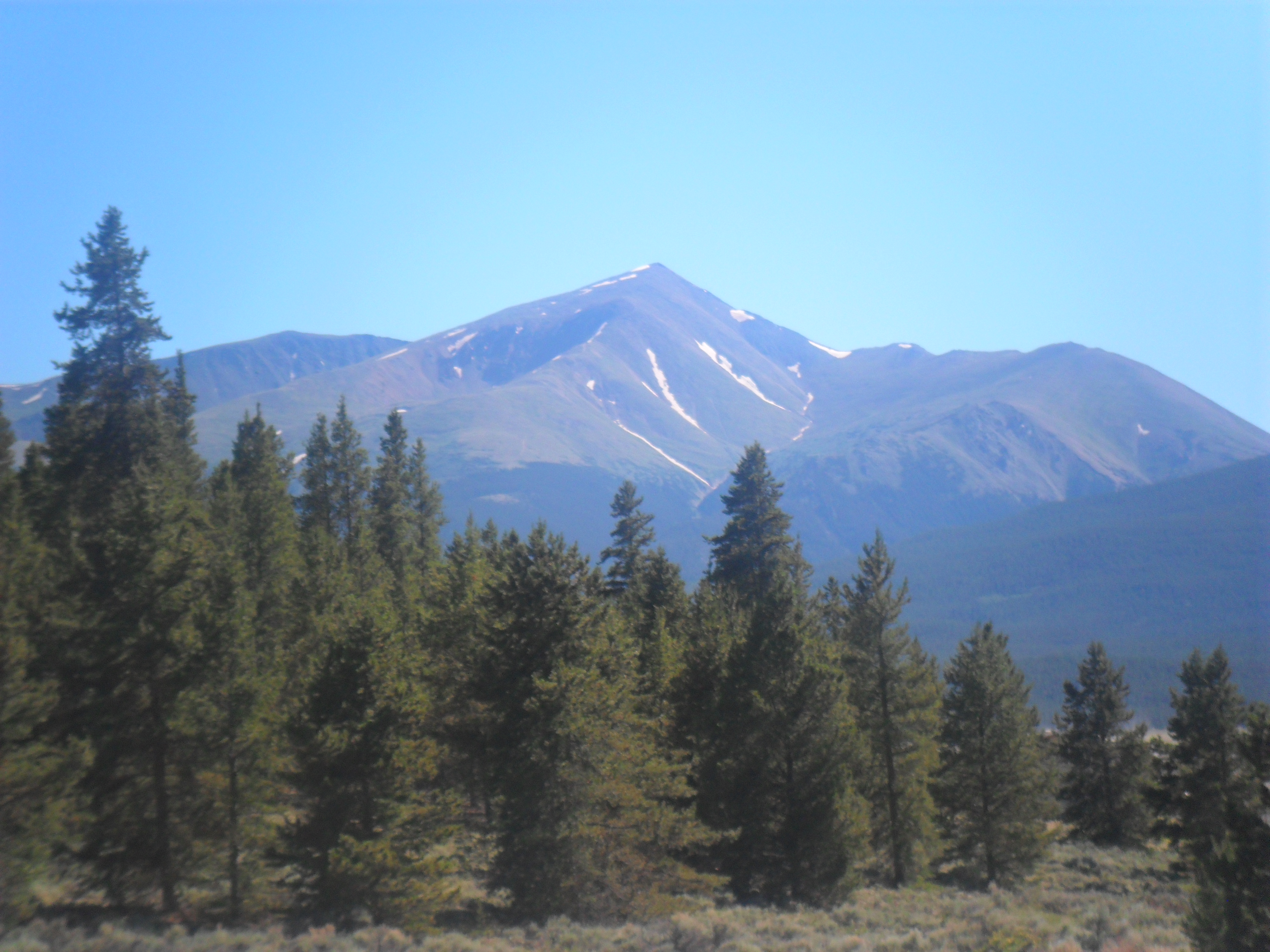
콜로라도주 사와치산맥의 엘버트산은 로키산맥과 산악주에서 가장 높은 봉우리이다.

| 1      | 콜로라도주 | 엘버트산 틀:Epi/ftom      | 캔자스주 경계의 아리카리강 틀:Epi/ftom                 |
| 2      | 와이오밍주 | 개닛 피크 틀:Epi/ftom     | 사우스다코타주 경계의 벨 푸르슈강 틀:Epi/ftom          |
| 3      | 유타주     | 킹스 피크 틀:Epi/ftom     | 애리조나주 경계의 비버 댐 워시 틀:Epi/ftom .           |
| 4      | 뉴멕시코주 | 휠러 피크 틀:Epi/ftom     | 텍사스주 경계의 레드 블러프 틀:Epi/ftom                |
| 5      | 네바다주   | 바운더리 피크 틀:Epi/ftom | 캘리포니아주 경계의 콜로라도강 틀:Epi/ftom             |
| 6      | 아이다호주 | 보라산 틀:Epi/ftom        | 워싱턴주 경계의 스네이크강 틀:Epi/ftom                 |
| 7      | 애리조나주 | 험프리스 피크 틀:Epi/ftom | 소노라주 경계의 콜로라도강 틀:Epi/ftom                 |
| 8      | 몬태나주   | 그래닛 피크 틀:Epi/ftom   | 아이다호주 경계의 쿠테나이강 틀:Epi/ftom               |
| 산악주 | 산악주     | 엘버트산 틀:Epi/ftom      | 소노라주 경계의 콜로라도강. 틀:Epi/ftom . 틀:Epi/ftom. |

## 인구 통계
피닉스 도시권은 산악주에서 가장 인구가 많은 대도시권이며, 그 다음으로 덴버, 라스베이거스, 솔트레이크시티가 있다. 피닉스는 또한 가장 인구가 많은 도시이다.

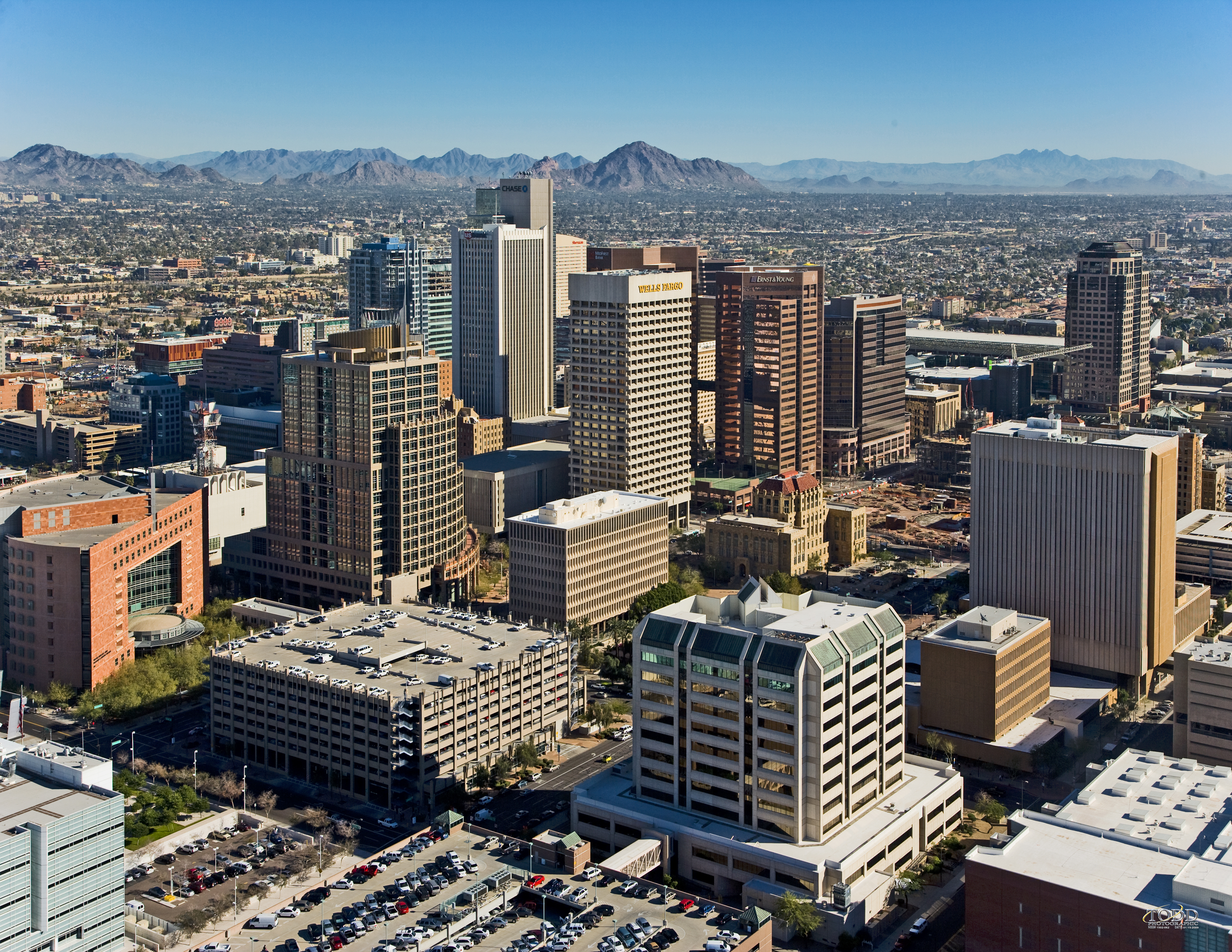
피닉스 시내

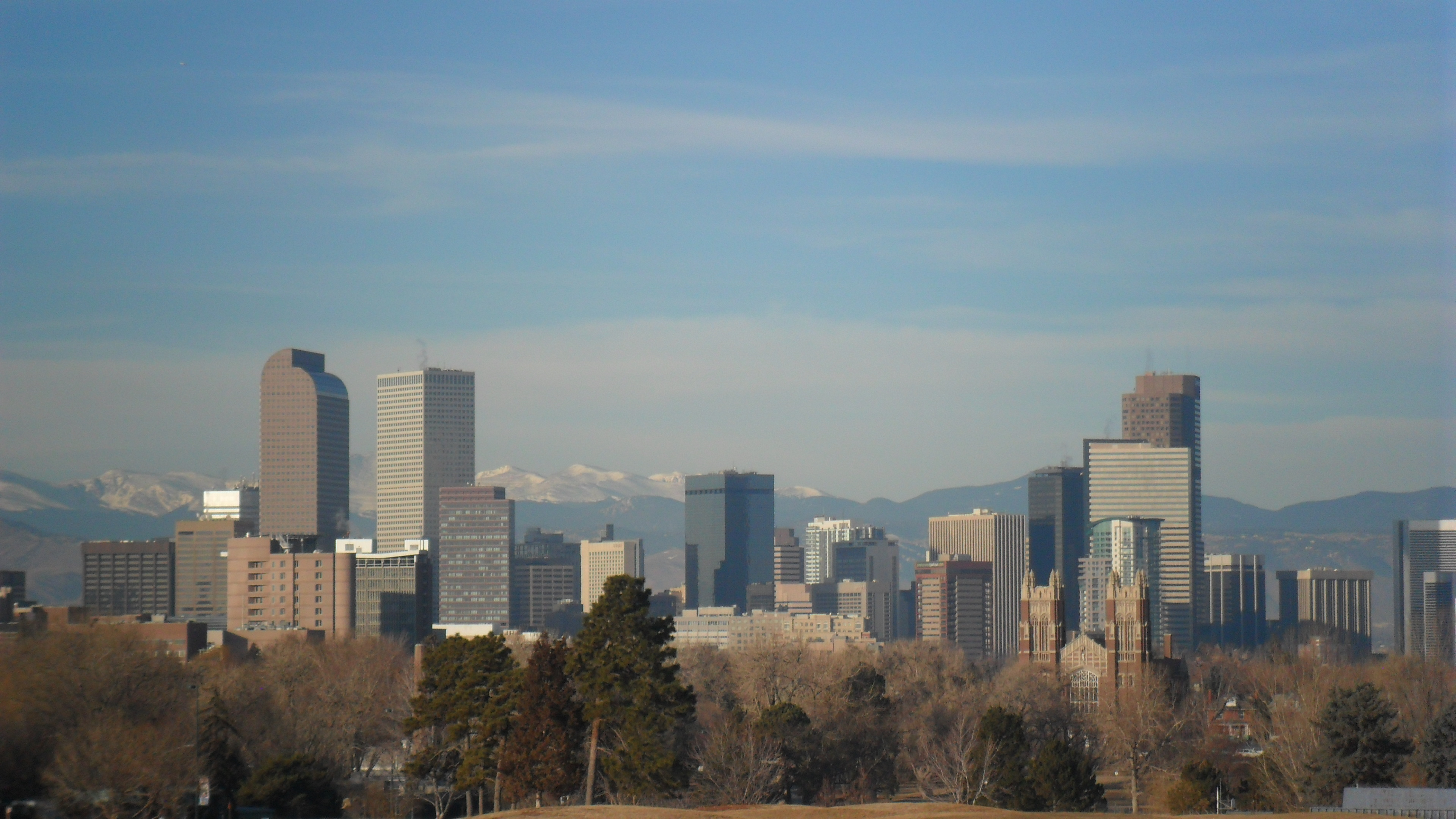
덴버 시내

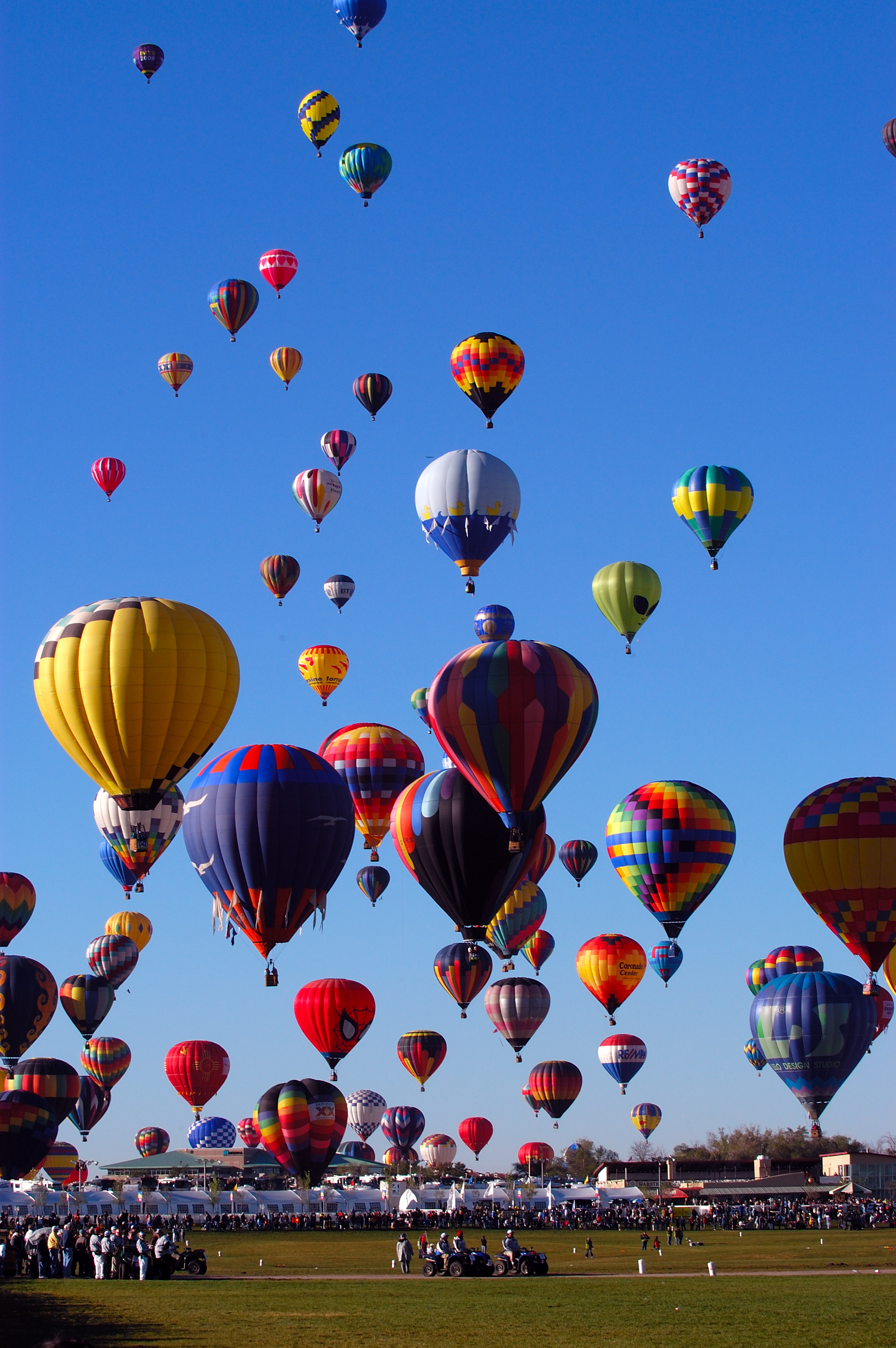
앨버커키 국제 열기구 축제

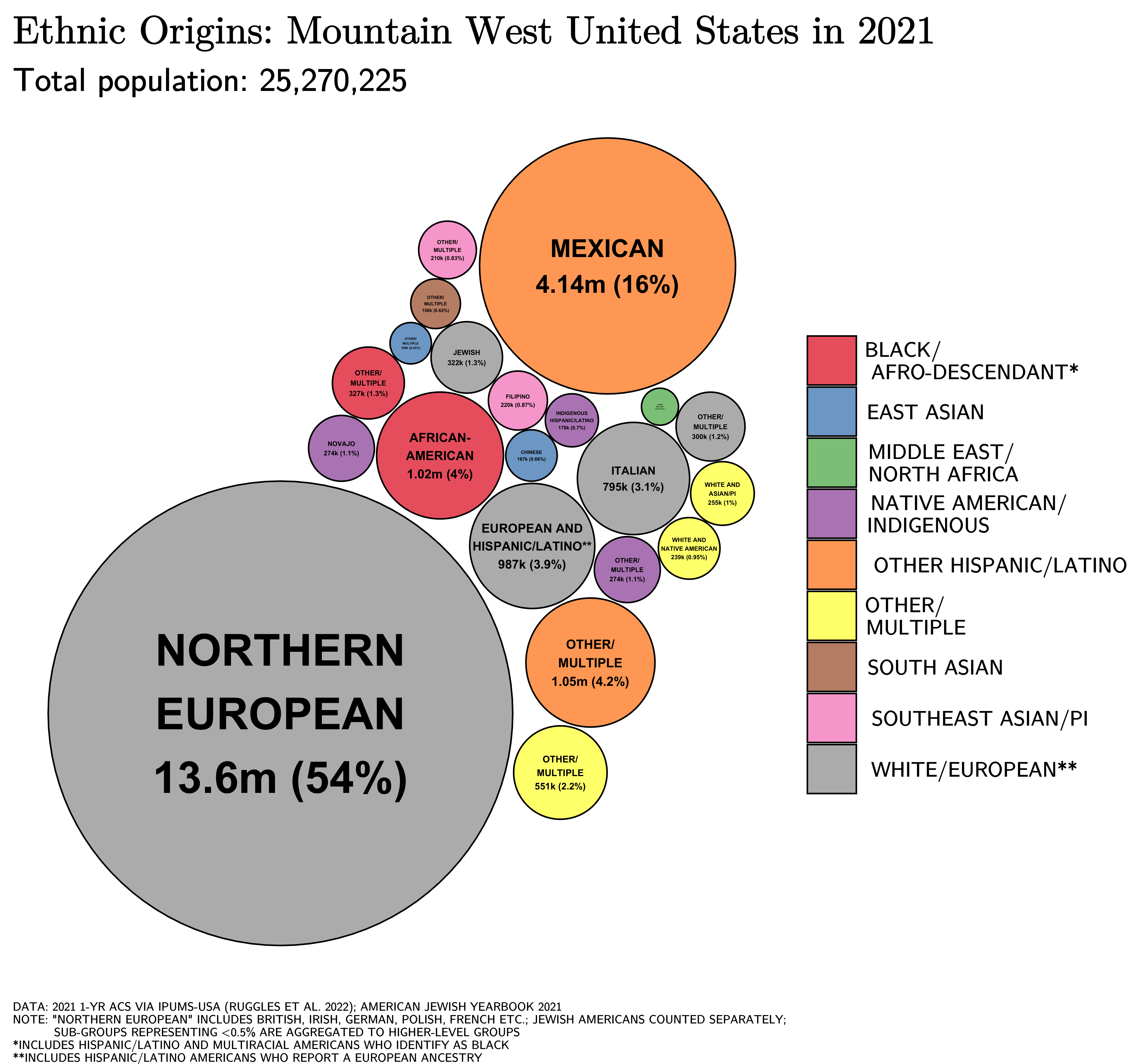
산악 서부의 민족 기원

다음 표는 도시 인구 기준으로 산악주 지역 내 도시 순위이다.
| 순위 | 도시             | 주         | 2020년 인구 | 2010년 인구 | 변화    |
| ---- | ---------------- | ---------- | ----------- | ----------- | ------- |
| 1    | 피닉스           | 애리조나주 | 1,608,139   | 1,445,632   | +11.24% |
| 2    | 덴버             | 콜로라도주 | 715,522     | 600,158     | +19.22% |
| 3    | 라스베이거스     | 네바다주   | 641,903     | 583,756     | +9.96%  |
| 4    | 앨버커키         | 뉴멕시코주 | 564,559     | 545,852     | +3.43%  |
| 5    | 투손             | 애리조나주 | 542,629     | 520,116     | +4.33%  |
| 6    | 메사             | 애리조나주 | 504,258     | 439,041     | +14.85% |
| 7    | 콜로라도스프링스 | 콜로라도주 | 478,961     | 416,427     | +15.02% |
| 8    | 오로라           | 콜로라도주 | 386,261     | 325,078     | +18.82% |
| 9    | 헨더슨           | 네바다주   | 317,610     | 257,729     | +23.23% |
| 10   | 챈들러           | 애리조나주 | 275,987     | 236,123     | +16.88% |
| 11   | 길버트           | 애리조나주 | 267,918     | 208,453     | +28.53% |
| 12   | 리노             | 네바다주   | 264,165     | 225,221     | +17.29% |
| 13   | 노스라스베이거스 | 네바다주   | 262,527     | 216,961     | +21.00% |
| 14   | 글렌데일         | 애리조나주 | 248,325     | 226,721     | +9.53%  |
| 15   | 스코츠데일       | 애리조나주 | 241,361     | 217,385     | +11.03% |
| 16   | 보이시           | 아이다호주 | 235,684     | 205,671     | +14.59% |
| 17   | 솔트레이크시티   | 유타주     | 199,723     | 186,440     | +7.12%  |
| 18   | 피오리아         | 애리조나주 | 190,985     | 154,065     | +23.96% |
| 19   | 템피             | 애리조나주 | 180,587     | 161,719     | +11.67% |
| 20   | 포트콜린스       | 콜로라도주 | 169,810     | 143,986     | +17.94% |
| 21   | 레이크우드       | 콜로라도주 | 155,984     | 142,980     | +9.09%  |
| 22   | 서프라이즈       | 애리조나주 | 143,148     | 117,517     | +21.81% |
| 23   | 손턴             | 콜로라도주 | 141,867     | 118,772     | +19.44% |
| 24   | 웨스트밸리시티   | 유타주     | 140,230     | 129,480     | +8.30%  |
| 25   | 아배다           | 콜로라도주 | 124,402     | 106,433     | +16.88% |
| 26   | 머리디언         | 아이다호주 | 117,635     | 75,092      | +56.65% |
| 27   | 빌링스           | 몬태나주   | 117,116     | 104,170     | +12.43% |
| 28   | 웨스트조던       | 유타주     | 116,961     | 103,712     | +12.77% |
| 29   | 웨스트민스터     | 콜로라도주 | 116,317     | 106,114     | +9.62%  |
| 30   | 프로보           | 유타주     | 115,162     | 112,488     | +2.38%  |

## 인구조사 통계 지역

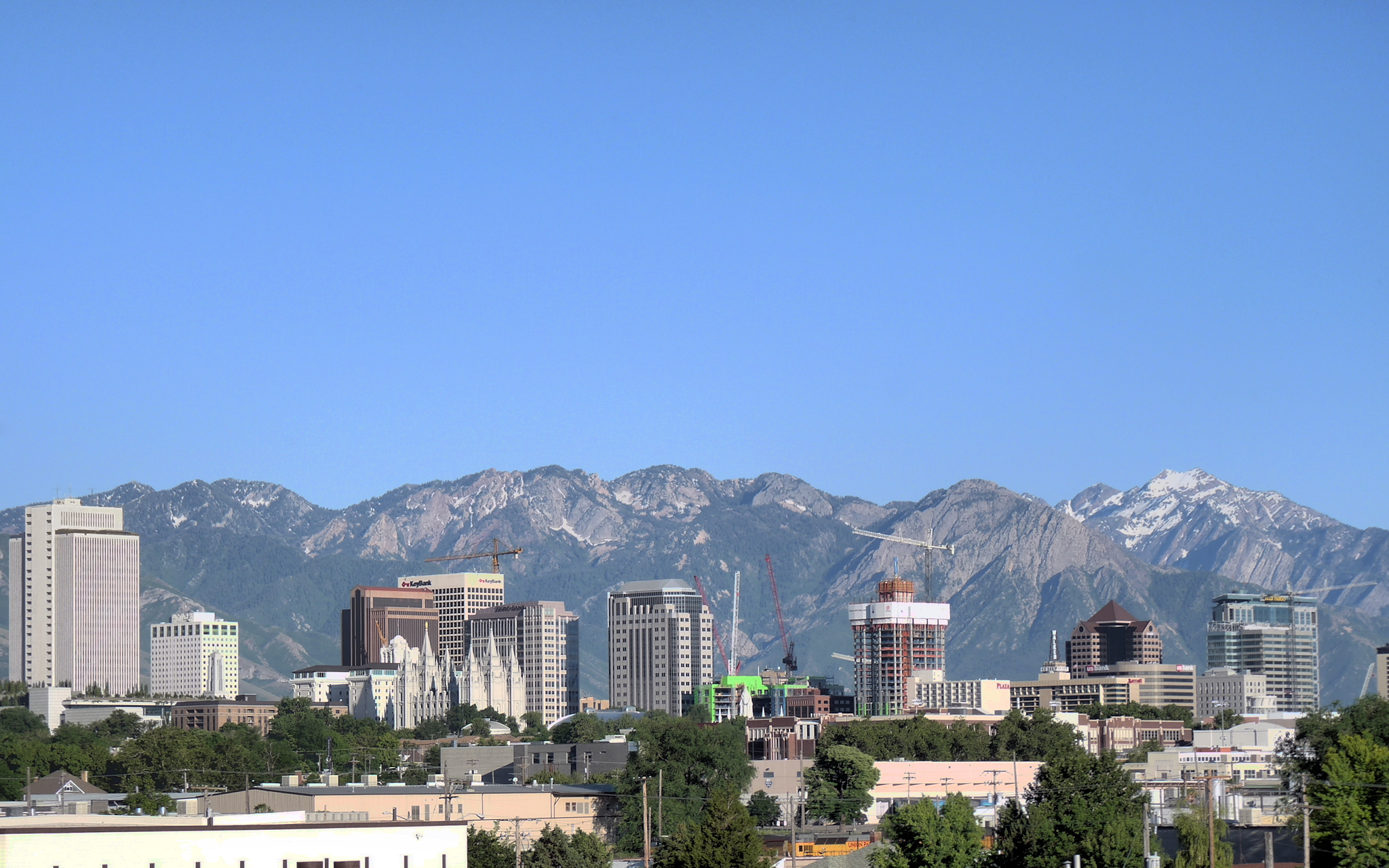
솔트레이크시티의 스카이라인

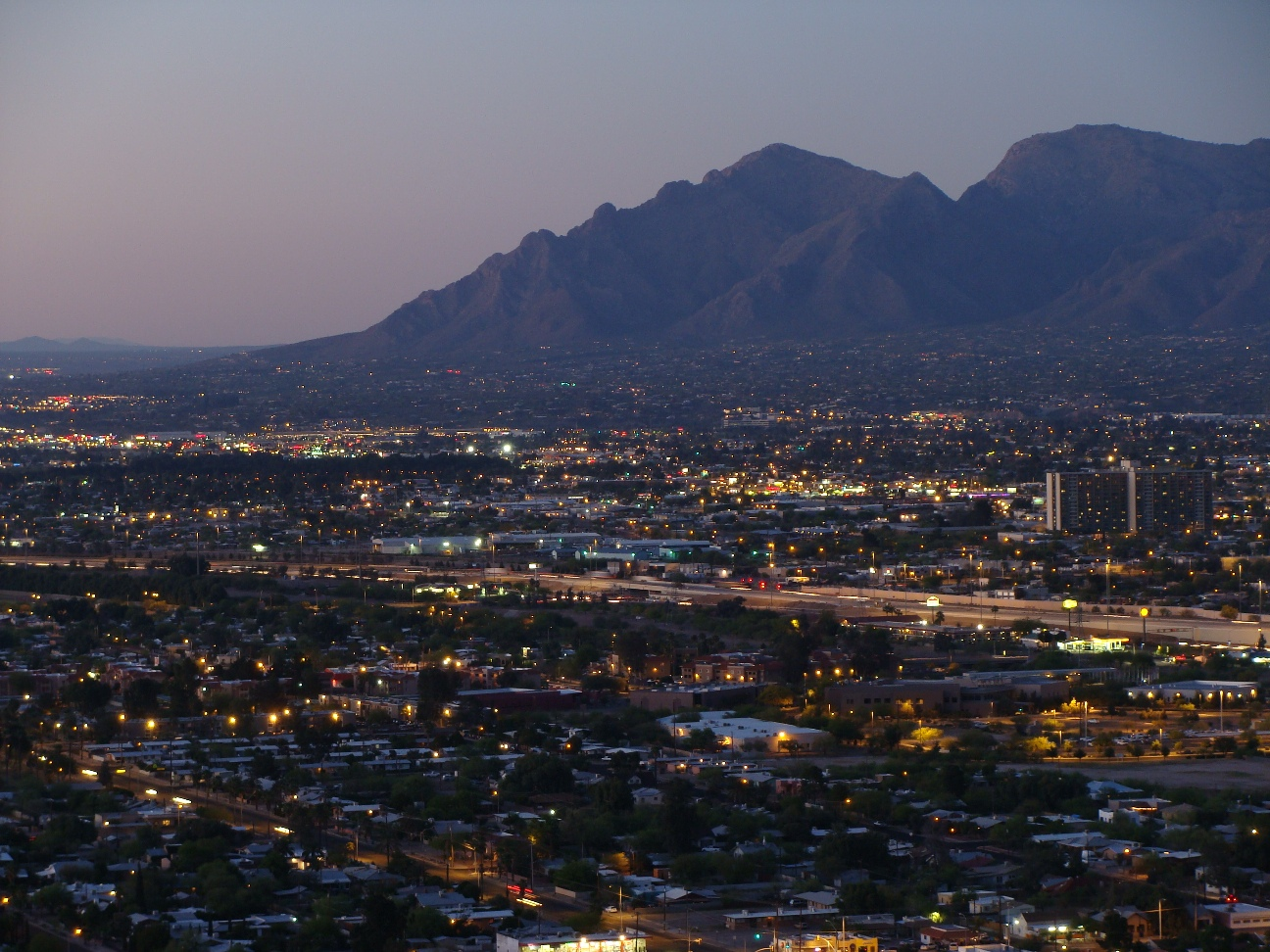
투손에 찾아오는 저녁

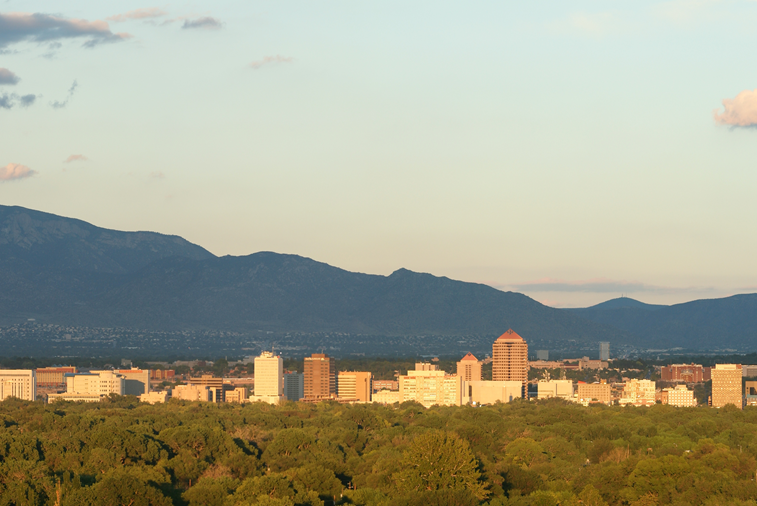
샌디아산맥이 멀리 보이는 앨버커키 스카이라인

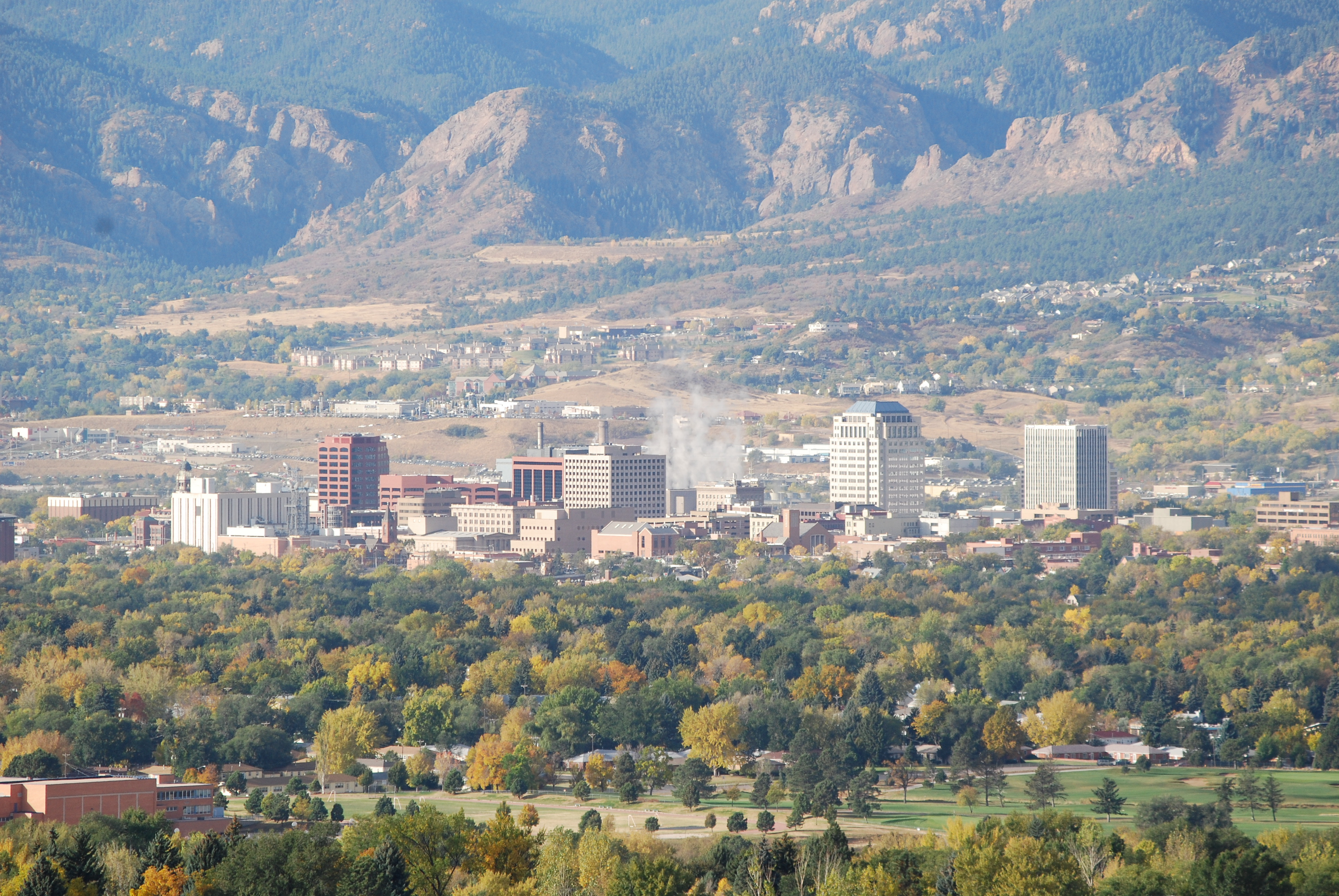
배경에 프런트 레인지가 있는 콜로라도스프링스의 스카이라인

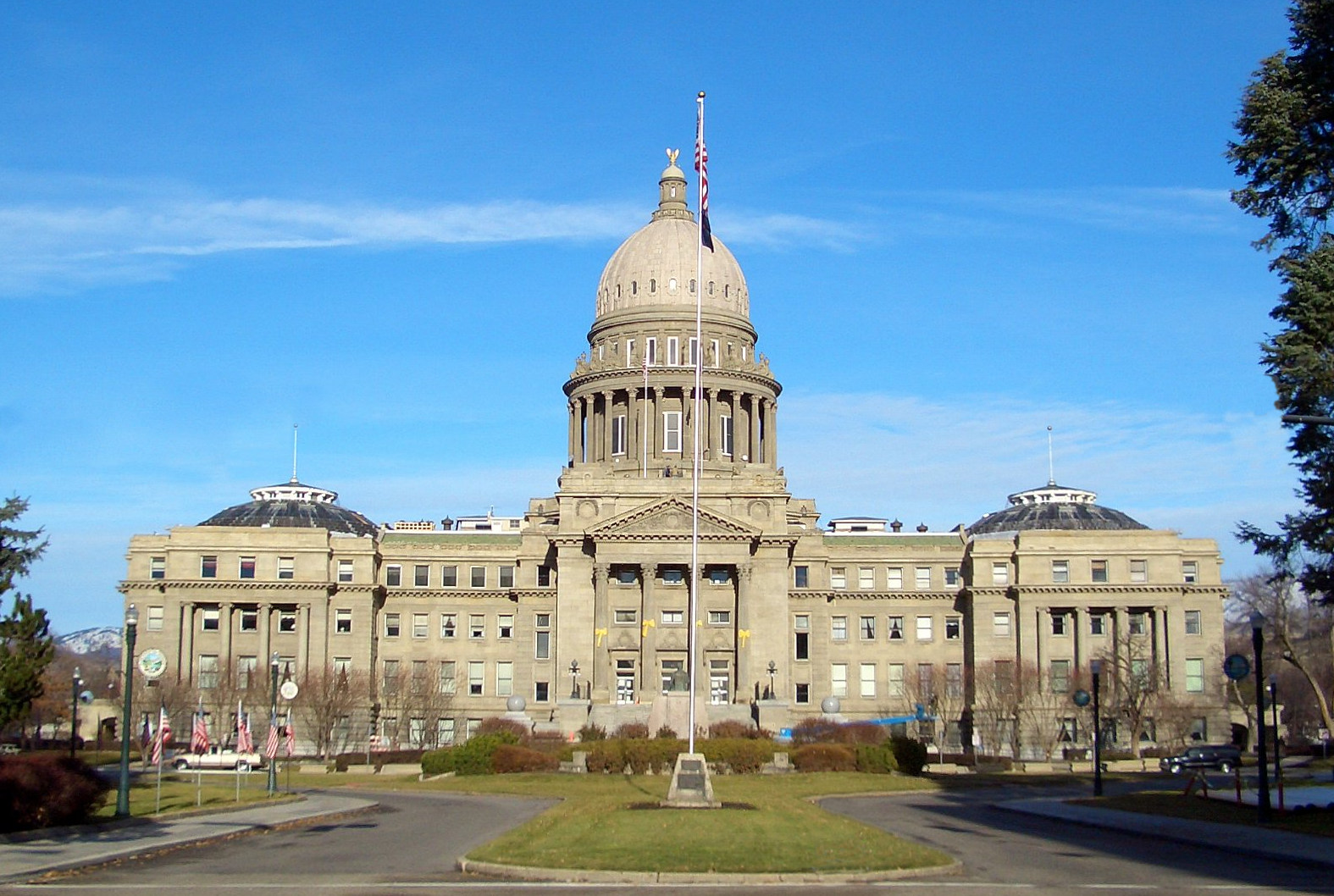
보이시의 아이다호주 주청사

| 순위 | CBSA                                   | 2020년 인구 | 2010년 인구 | 변화    |
| ---- | -------------------------------------- | ----------- | ----------- | ------- |
| 1    | 피닉스-메사-스코츠데일, AZ MSA         | 4,845,832   | 4,192,887   | +15.57% |
| 2    | 덴버-오로라-레이크우드, CO MSA         | 2,963,821   | 2,543,482   | +16.53% |
| 3    | 라스베이거스-헨더슨-파라다이스, NV MSA | 2,265,461   | 1,951,269   | +16.10% |
| 4    | 솔트레이크시티, UT MSA                 | 1,257,936   | 1,124,197   | +11.90% |
| 5    | 투손, AZ MSA                           | 1,043,433   | 980,263     | +6.44%  |
| 6    | 앨버커키, NM MSA                       | 916,528     | 887,077     | +3.32%  |
| 7    | 보이시 시, ID MSA                      | 764,718     | 616,561     | +24.03% |
| 8    | 콜로라도스프링스, CO MSA               | 755,105     | 645,613     | +16.96% |
| 9    | 오그던-클리어필드, UT MSA              | 694,863     | 597,159     | +16.36% |
| 10   | 프로보-오렘, UT MSA                    | 671,185     | 526,810     | +27.41% |
| 11   | 리노, NV MSA                           | 490,596     | 425,417     | +15.32% |
| 12   | 포트콜린스, CO MSA                     | 359,066     | 299,630     | +19.84% |
| 13   | 볼더, CO MSA                           | 330,758     | 294,567     | +12.29% |
| 14   | 그릴리, CO MSA                         | 328,981     | 252,825     | +30.12% |
| 15   | 프레스콧, AZ MSA                       | 236,209     | 211,033     | +11.93% |
| 16   | 라스 크루세스, NM MSA                  | 219,561     | 209,233     | +4.94%  |
| 17   | 레이크 하바수 시티-킹먼, AZ MSA        | 213,267     | 200,186     | +6.53%  |
| 18   | 유마, AZ MSA                           | 203,881     | 195,751     | +4.15%  |
| 19   | 빌링스, MT MSA                         | 184,167     | 158,050     | +16.52% |
| 20   | 세인트 조지, UT MSA                    | 180,279     | 138,115     | +30.53% |
| 21   | 쾨르 달렌, ID MSA                      | 171,362     | 138,494     | +23.73% |
| 22   | 푸에블로, CO MSA                       | 168,162     | 159,063     | +5.72%  |
| 23   | 아이다호 폴스, ID MSA                  | 157,429     | 130,374     | +20.75% |
| 24   | 그랜드 정션, CO MSA                    | 155,703     | 146,723     | +6.12%  |
| 25   | 산타페, NM MSA                         | 154,823     | 144,170     | +7.39%  |
| 26   | 로건, UT-ID MSA                        | 147,348     | 125,442     | +17.46% |
| 27   | 플래그스태프, AZ MSA                   | 145,101     | 134,421     | +7.95%  |
| 28   | 시에라 비스타-더글러스, AZ MSA         | 125,447     | 131,346     | −4.49%  |
| 29   | 파밍턴, NM MSA                         | 121,661     | 130,044     | −6.45%  |
| 30   | 미줄라, MT MSA                         | 117,922     | 109,299     | +7.89%  |

| 순위 | CSA                                             | 2014년 인구 | 2010년 인구 | 변화   | 구성 CBSA                                                                                               |
| ---- | ----------------------------------------------- | ----------- | ----------- | ------ | --- |
| 1    | 덴버-오로라, CO CSA                             | 3,345,261   | 3,090,874   | +8.23% | 볼더, CO MSA 덴버-오로라-레이크우드, CO MSA 그릴리, CO MSA                                              |
| 2    | 솔트레이크시티-프로보-오렘, UT CSA              | 2,423,912   | 2,271,696   | +6.70% | 히버, UT μSA 오그던-클리어필드, UT MSA 프로보-오렘, UT MSA 솔트레이크시티, UT MSA                       |
| 3    | 라스베이거스-헨더슨, NV-AZ CSA                  | 2,315,324   | 2,195,401   | +5.46% | 레이크 하바수 시티-킹먼, AZ MSA 라스베이거스-헨더슨-파라다이스, NV MSA 파럼프, NV μSA                   |
| 4    | 앨버커키-산타페-라스베이거스, NM 통합 통계 지역 | 1,165,798   | 1,146,049   | +1.72% | 앨버커키 MSA 에스파뇰라, NM μSA 그랜츠, NM μSA 라스베이거스, NM μSA 로스앨러모스, NM μSA 산타페, NM MSA |
| 5    | 투손-노갈레스, AZ CSA                           | 1,051,211   | 1,027,683   | +2.29% | 노갈레스, AZ μSA 투손, AZ MSA                                                                           |
| 6    | 보이시 시-마운틴 홈-온타리오, ID-OR CSA         | 743,711     | 697,535     | +6.62% | 보이시 시, ID MSA 마운틴 홈, ID μSA 온타리오, OR-ID μSA                                                 |
| 7    | 리노-카슨 시티-펀리, NV CSA                     | 597,837     | 579,668     | +3.13% | 카슨 시티, NV MSA 펀리, NV μSA 가드너빌 랜초스, NV μSA 리노-스파크스, NV MSA                            |
| 8    | 아이다호 폴스-렉스버그-블랙풋, ID CSA           | 234,440     | 229,650     | +2.09% | 아이다호 폴스, ID MSA 블랙풋, ID μSA 렉스버그, ID μSA                                                   |
| 9    | 푸에블로-캐니언 시티, CO CSA                    | 208,377     | 205,887     | +1.21% | 캐니언 시티, CO μSA 푸에블로, CO MSA                                                                    |
| 10   | 에드워즈-글렌우드스프링스, CO CSA               | 128,008     | 125,734     | +1.81% | 에드워즈, CO μSA 글렌우드스프링스, CO μSA                                                               |
| 11   | 클로비스-포탈레스, NM CSA                       | 70,505      | 68,222      | +3.35% | 클로비스, NM μSA 포탈레스, NM μSA                                                                       |
| 12   | 스티amboat 스프링스-크레이그, CO 통합 통계 지역 | 36,793      | 37,304      | −1.37% | 크레이그, CO μSA 스티amboat 스프링스, CO μSA                                                            |

## 갤러리

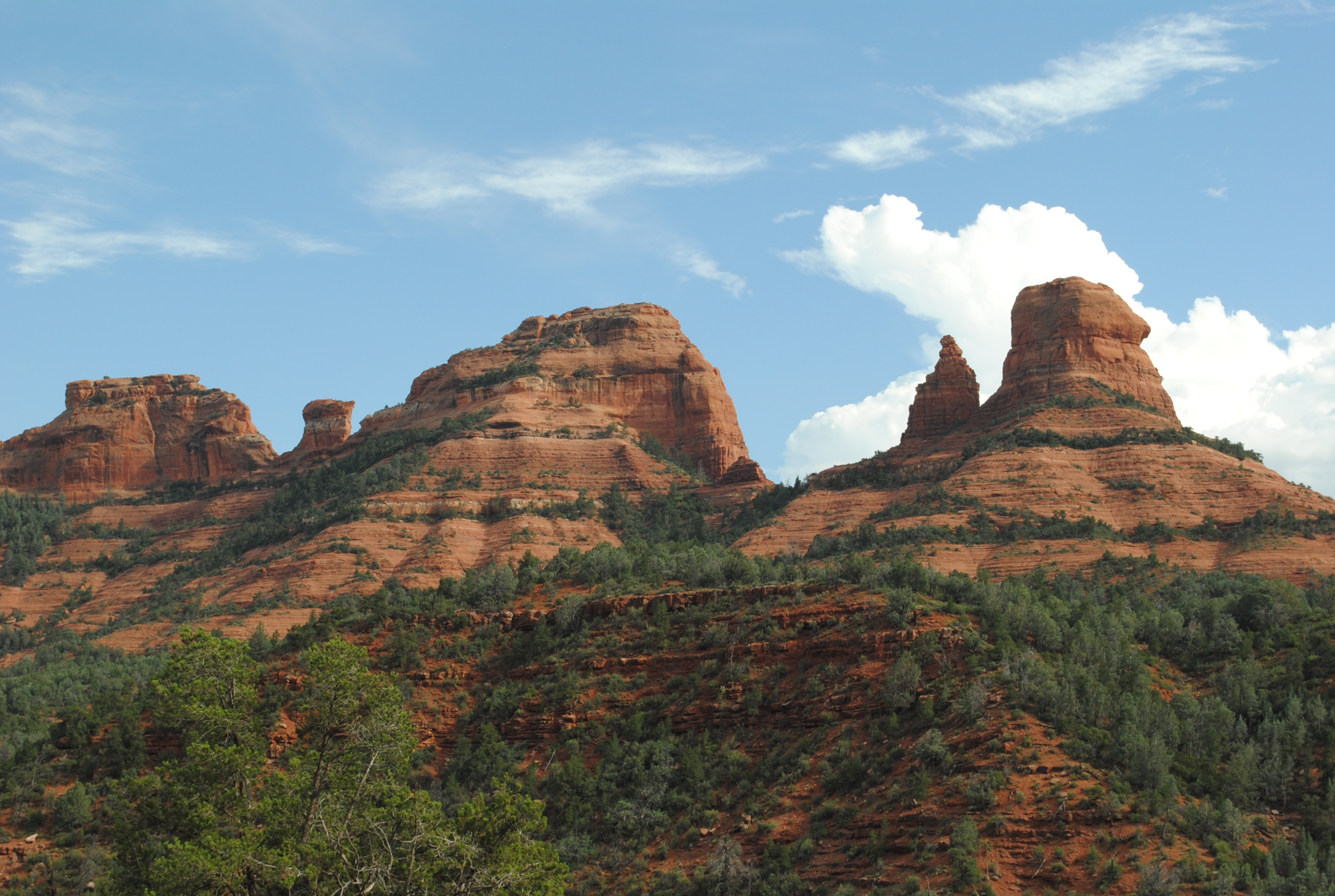
세도나 근처의 벨락
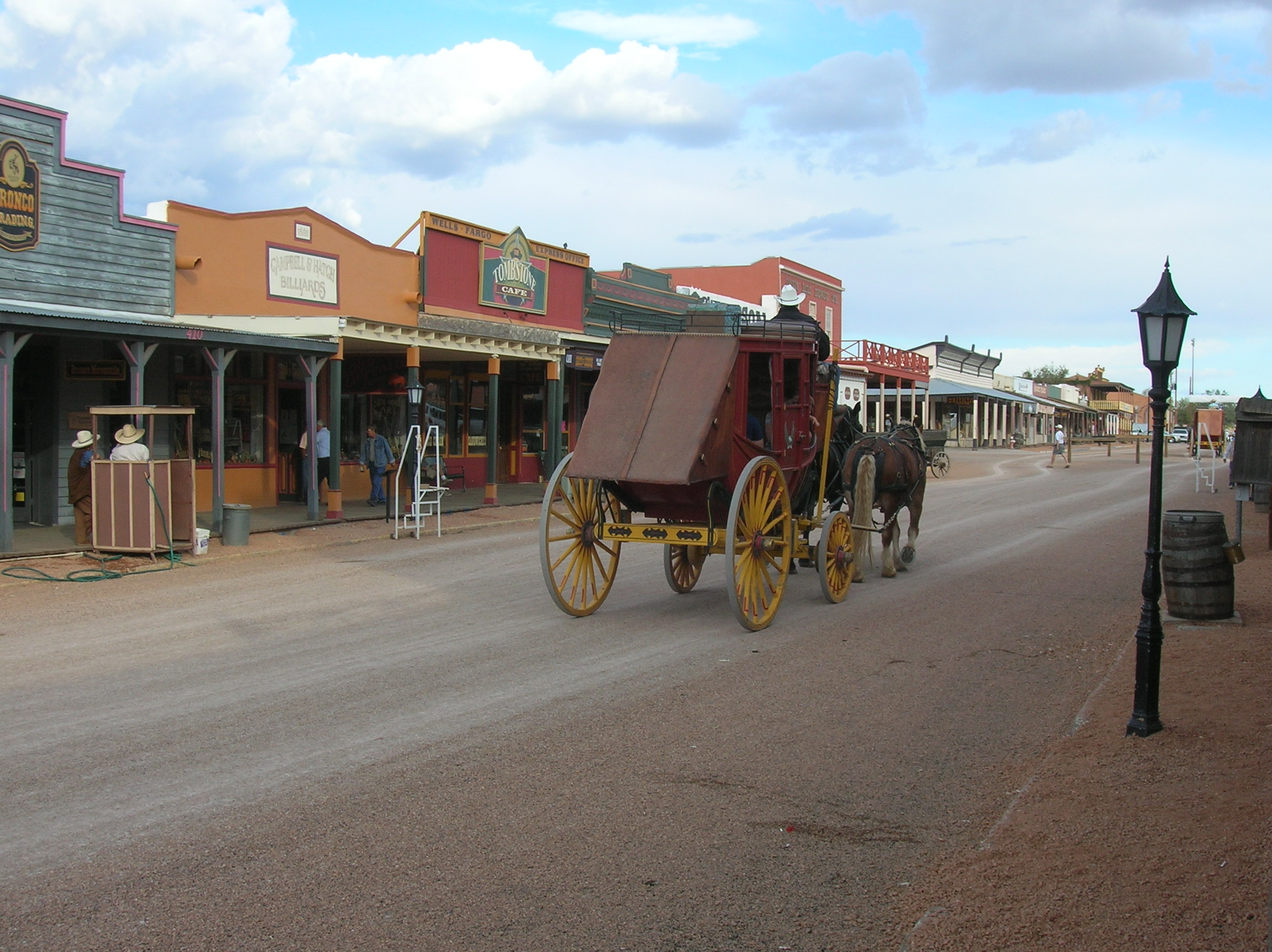
툼스톤
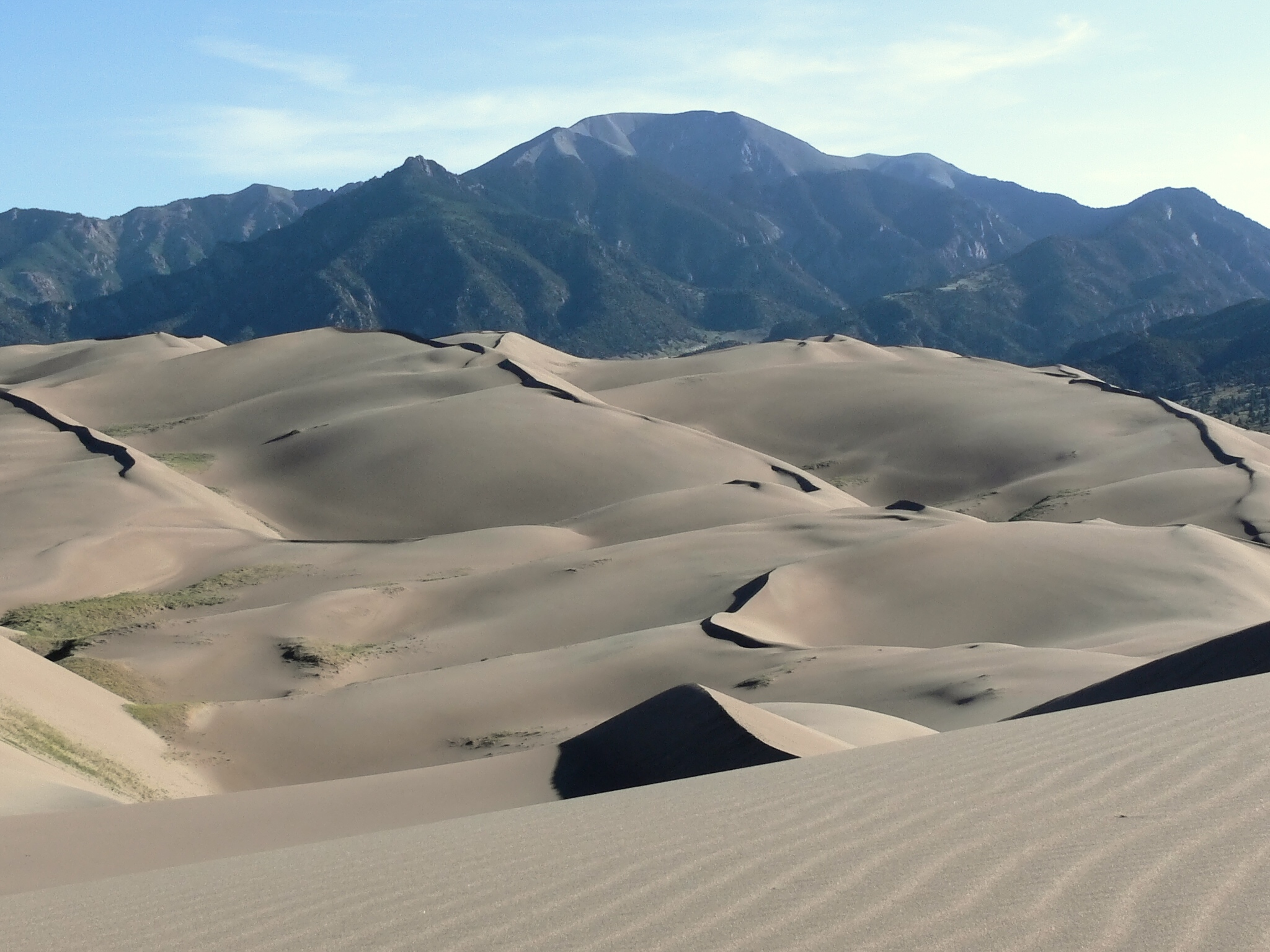
콜로라도주의 그레이트 샌드 듄스 국립공원
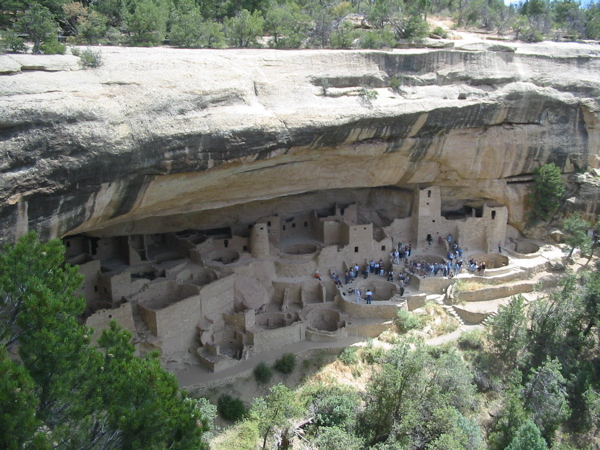
콜로라도주 메사버드 국립공원의 클리프 팰리스
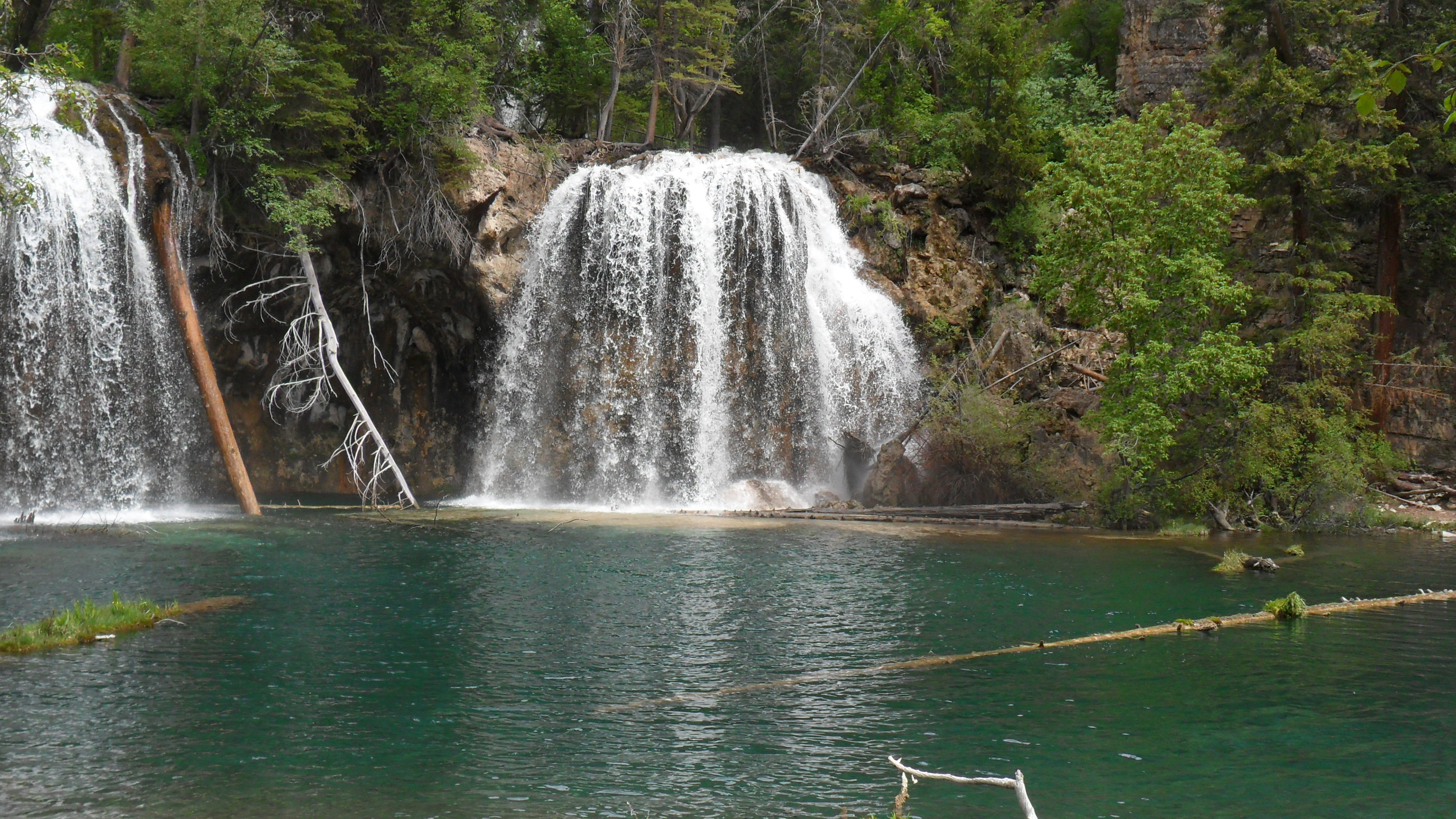
글렌우드스프링스 근처의 행잉 레이크
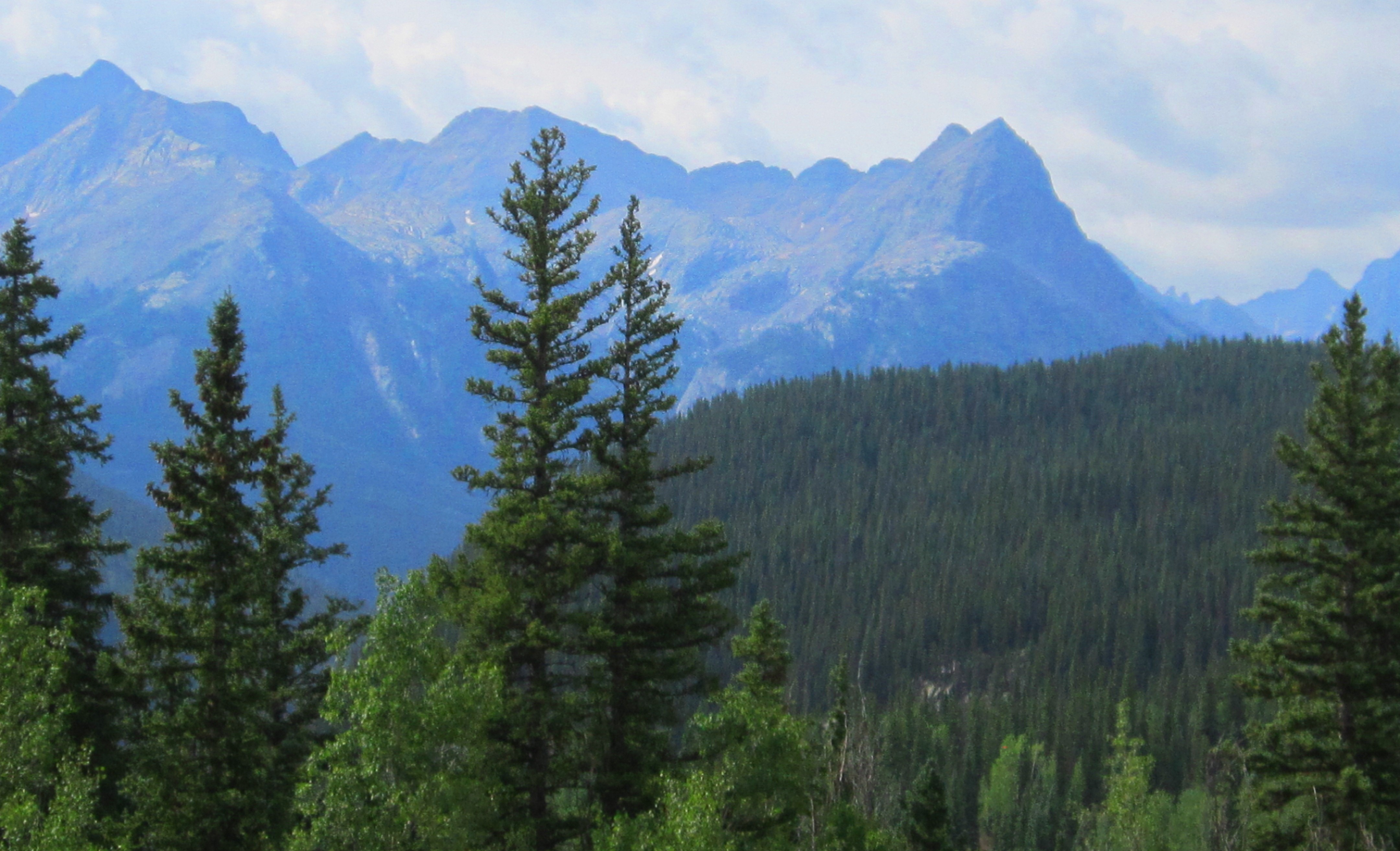
콜로라도주의 험준한 산후안 산맥
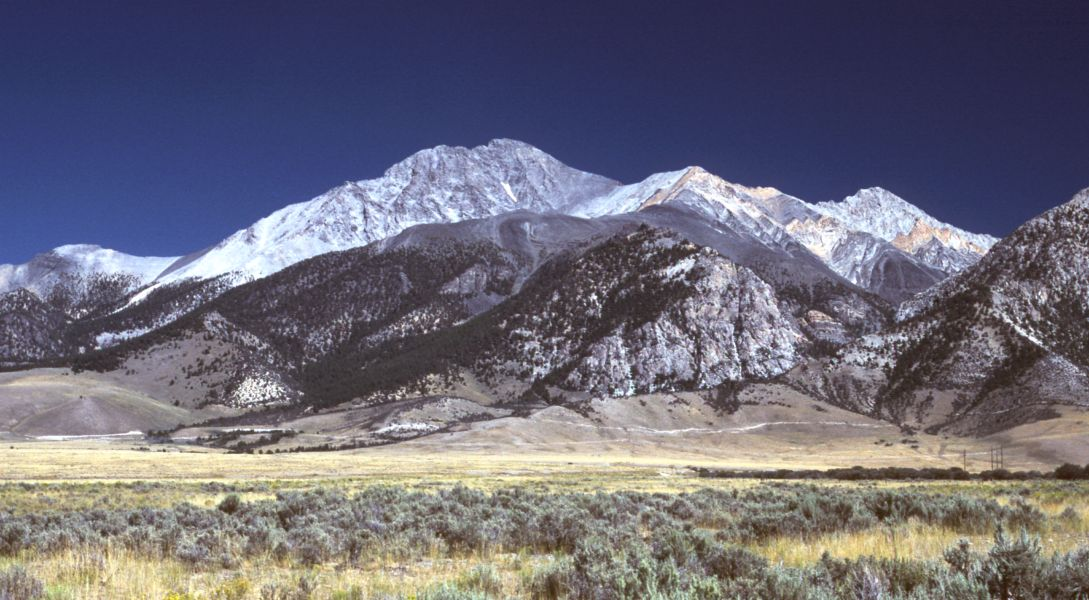
보라산은 아이다호주에서 가장 높은 지점이다.
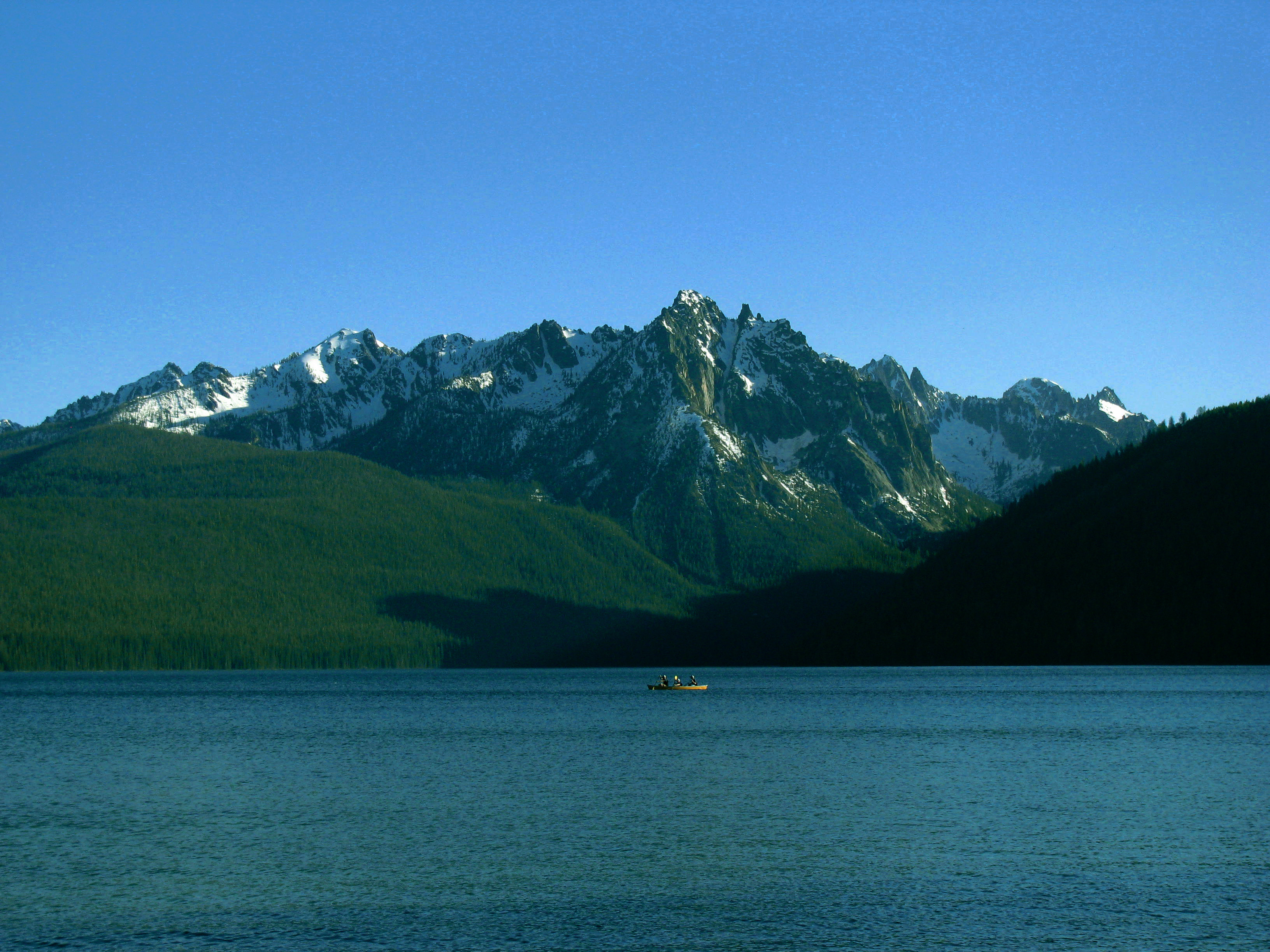
아이다호주의 레드피시 호수
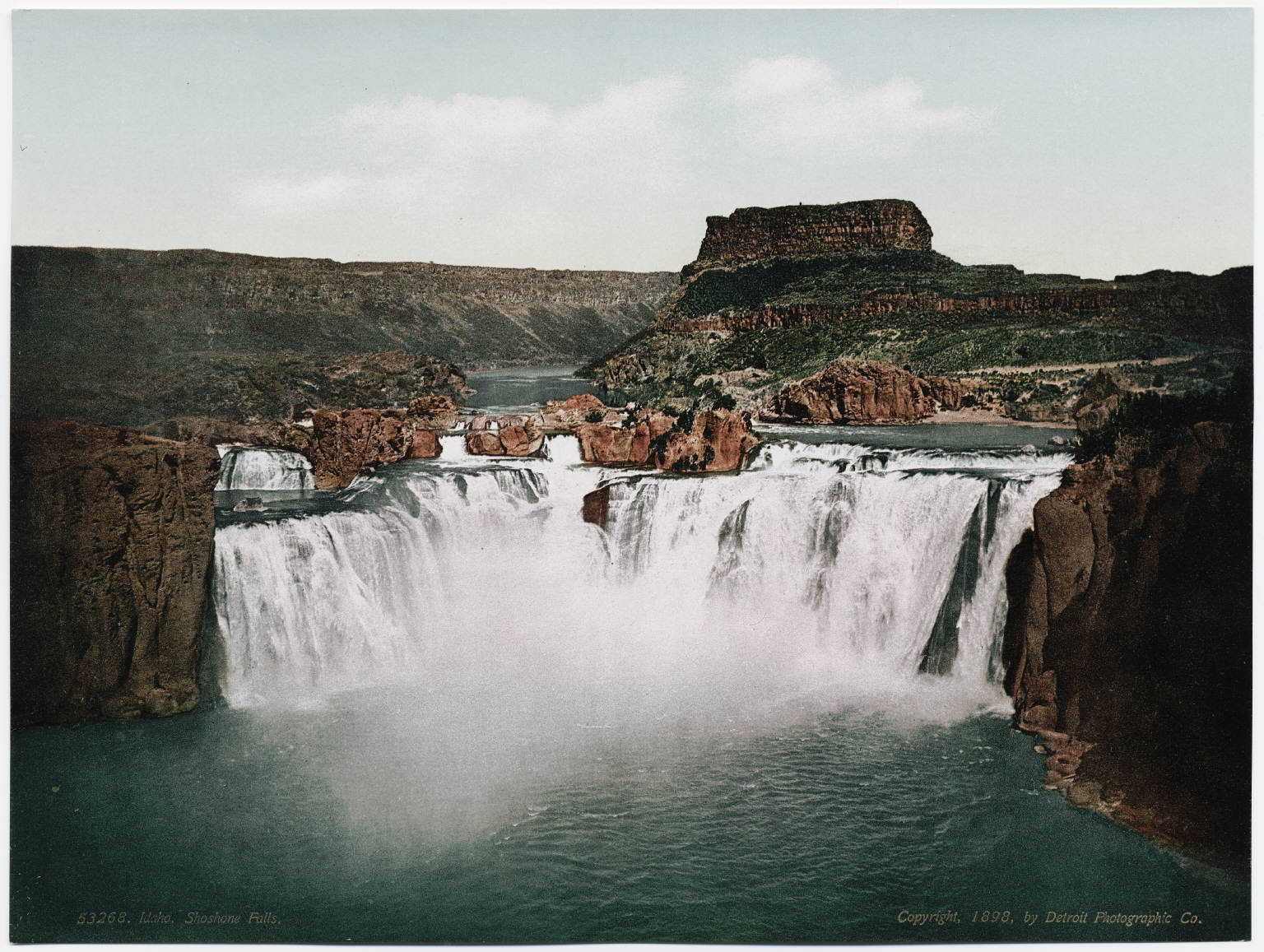
아이다호주 스네이크강의 쇼숀 폭포, 1898년
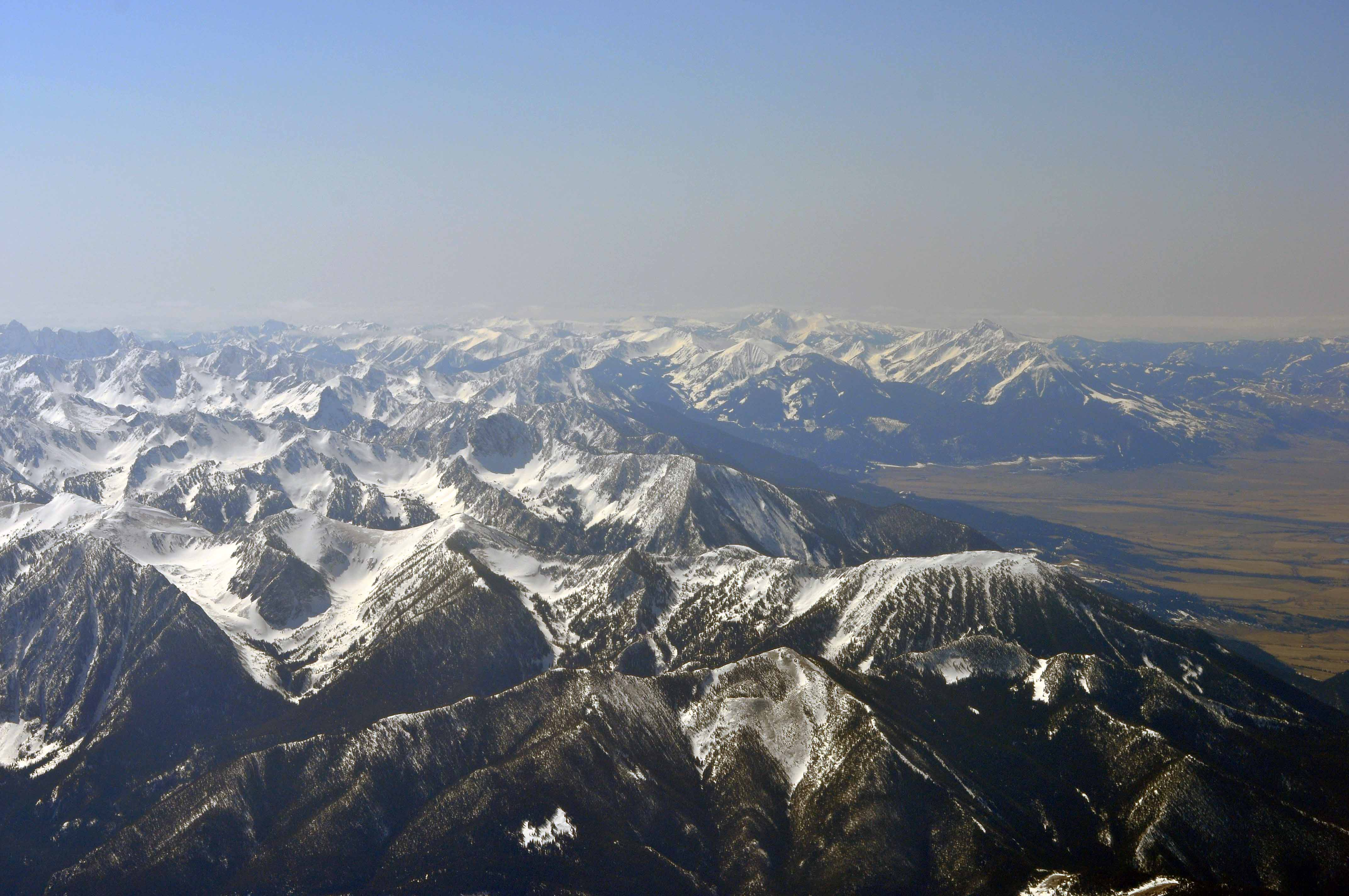
몬태나주의 압사로카 산맥.
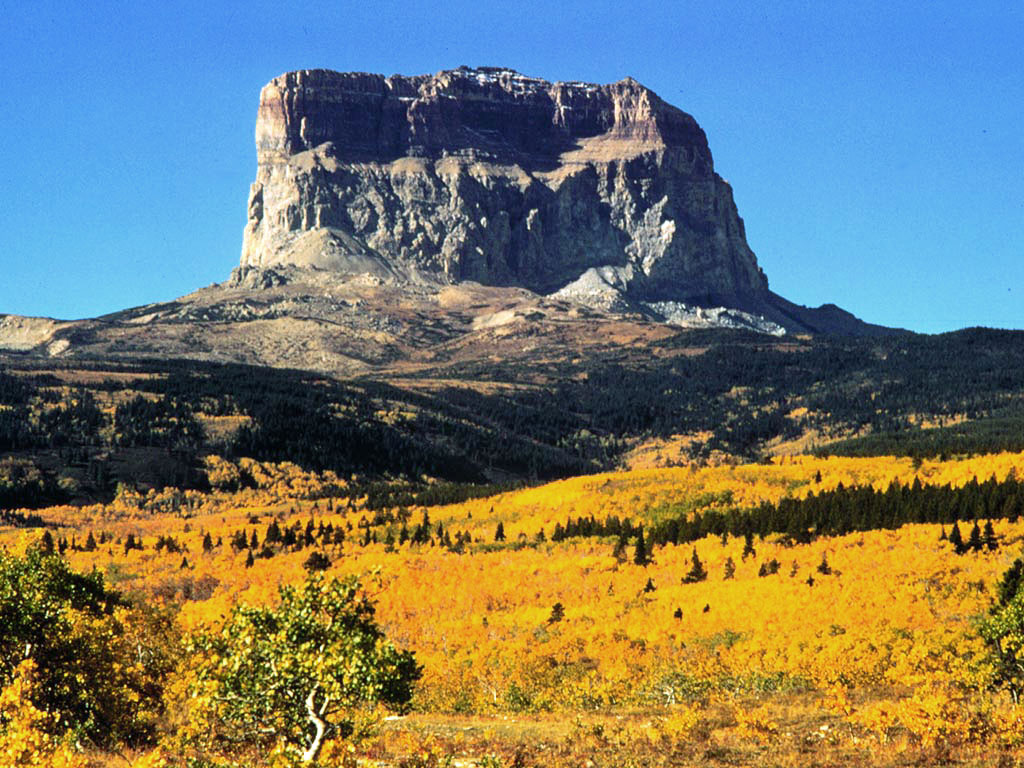
몬태나주 글레이셔 국립공원의 치프 산에 찾아온 가을.
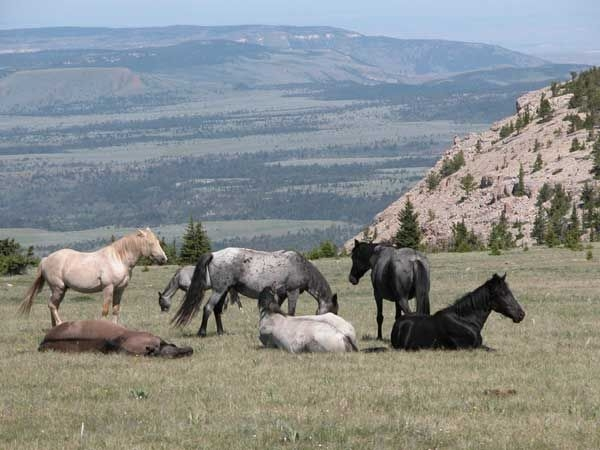
몬태나주 프라이어 산 야생마 보호구역의 야생마
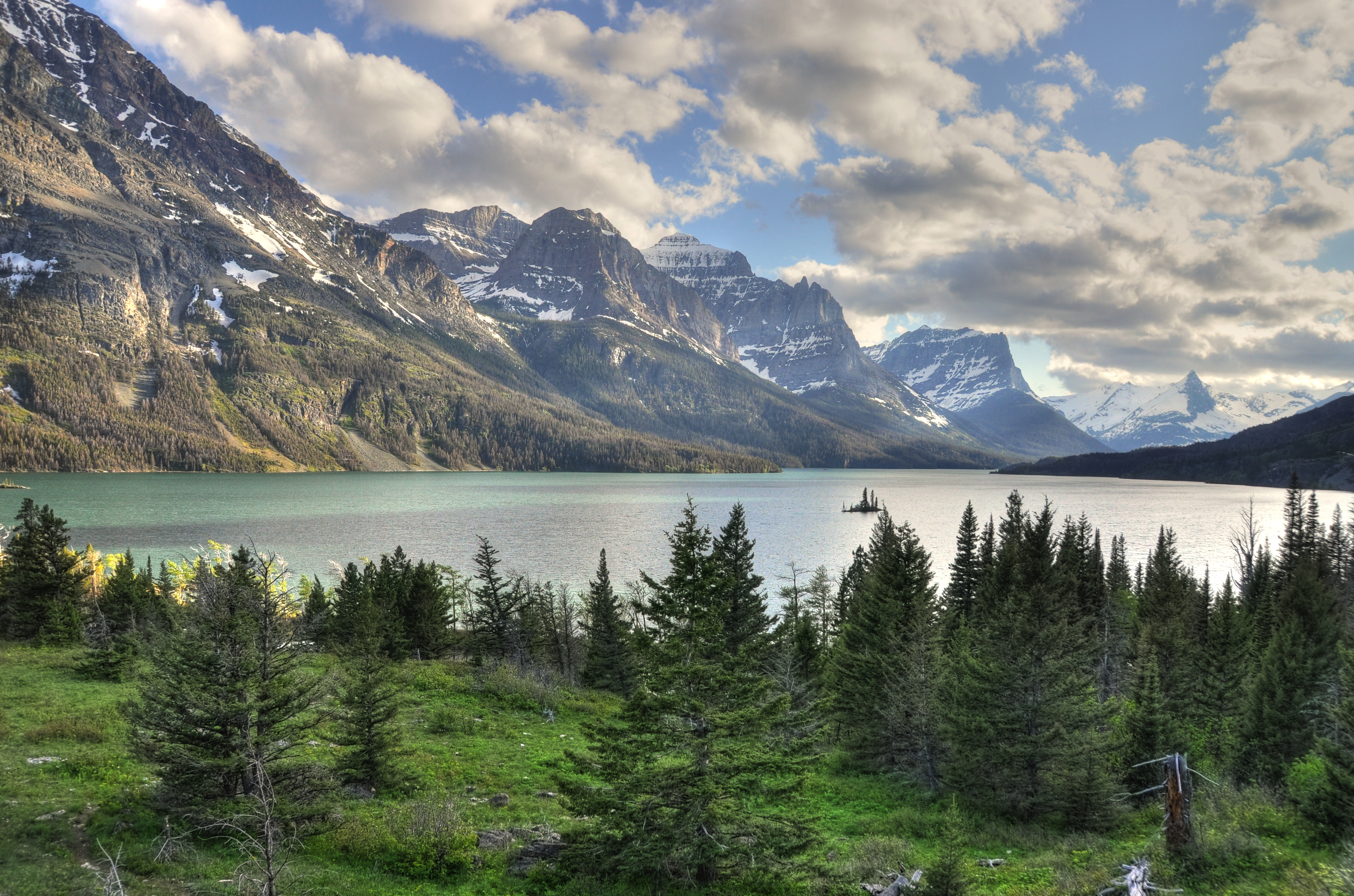
몬태나주 글레이셔 국립공원의 세인트메리 호수
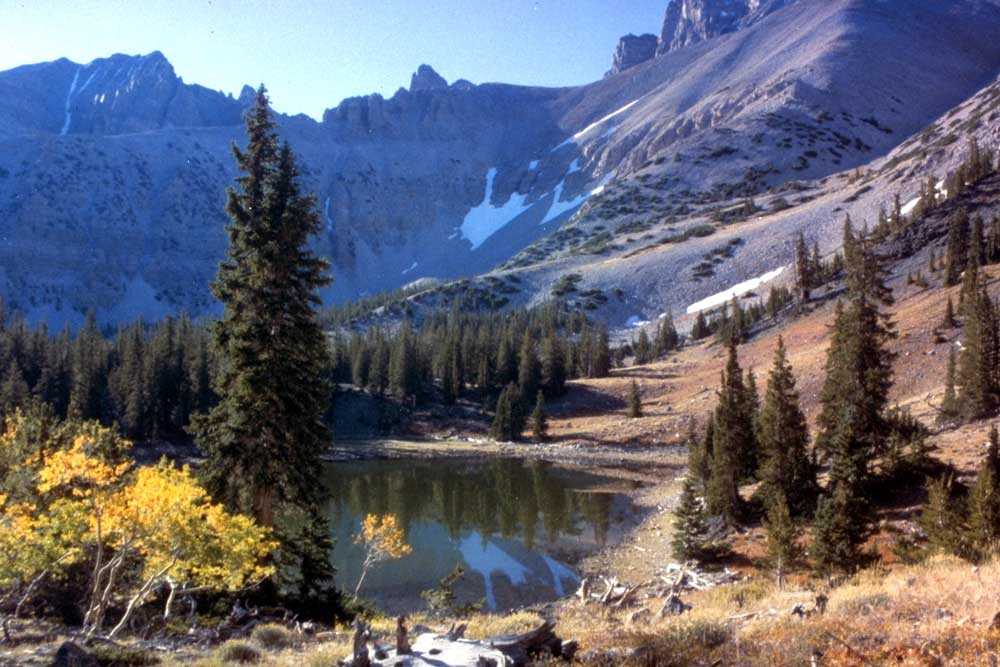
네바다주 그레이트베이슨 국립공원의 스텔라 호수
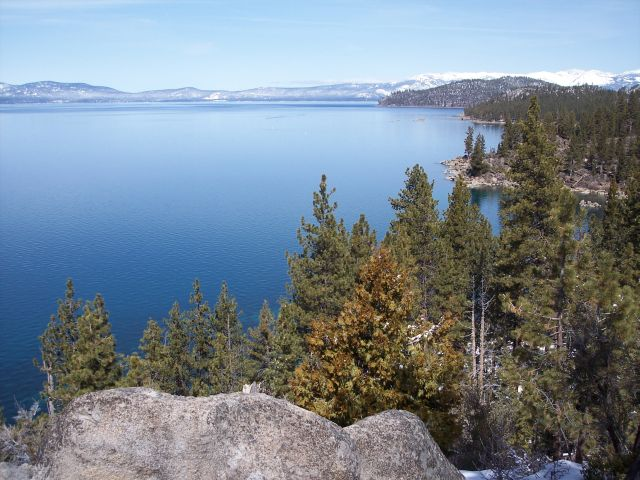
타호호의 네바다주 해안
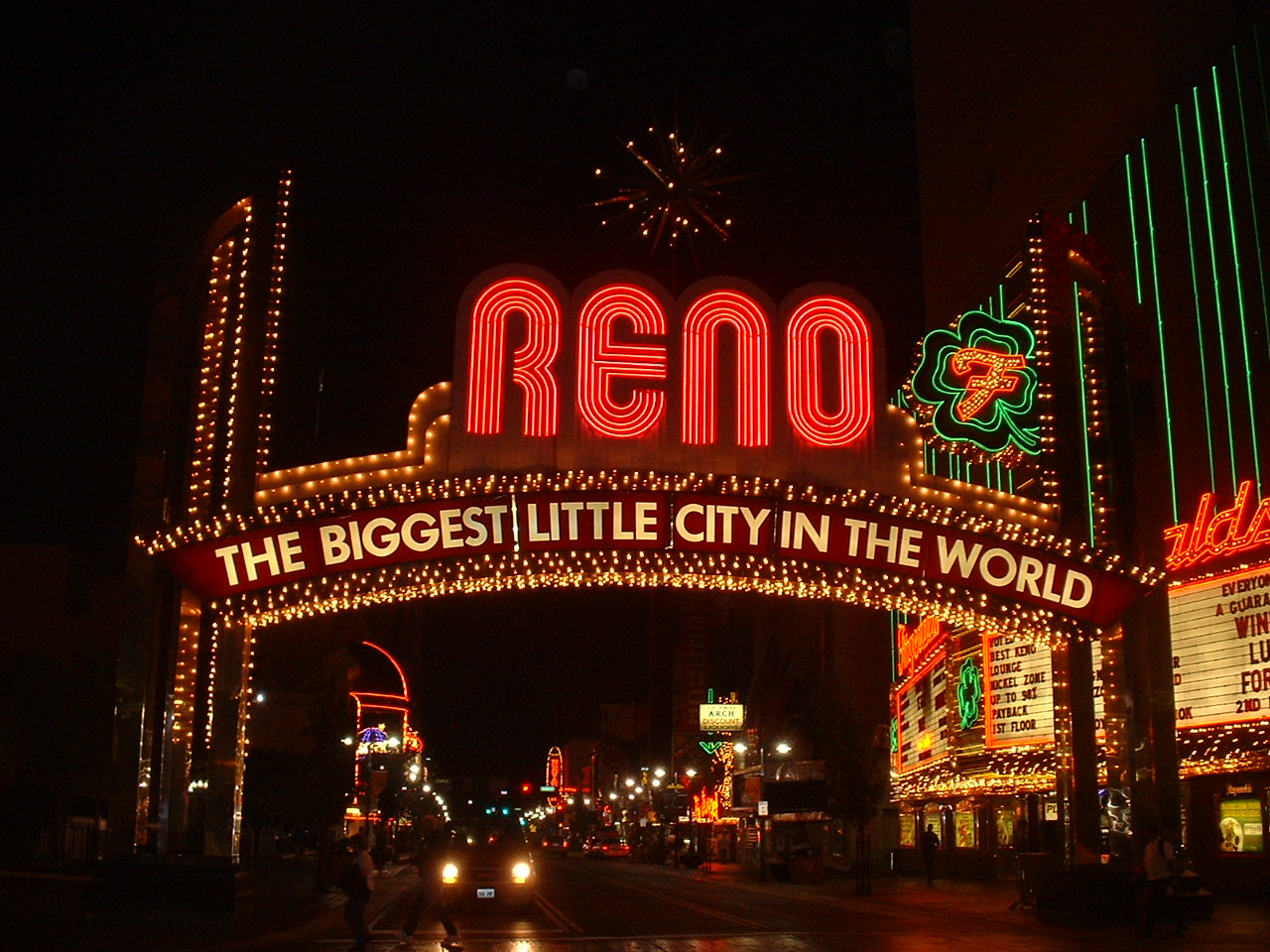
리노 시내
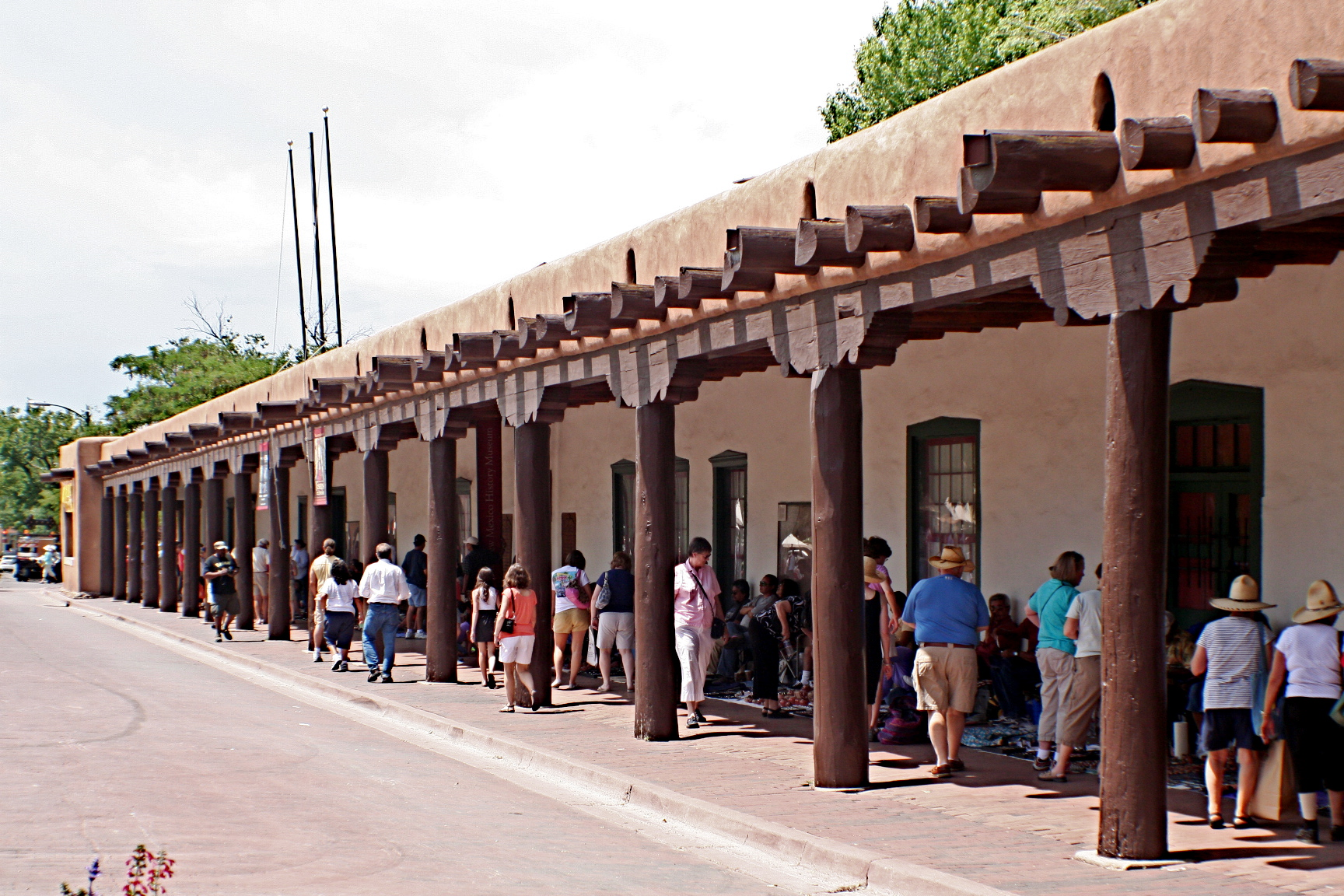
산타페의 팰리스 오브 더 거버너스
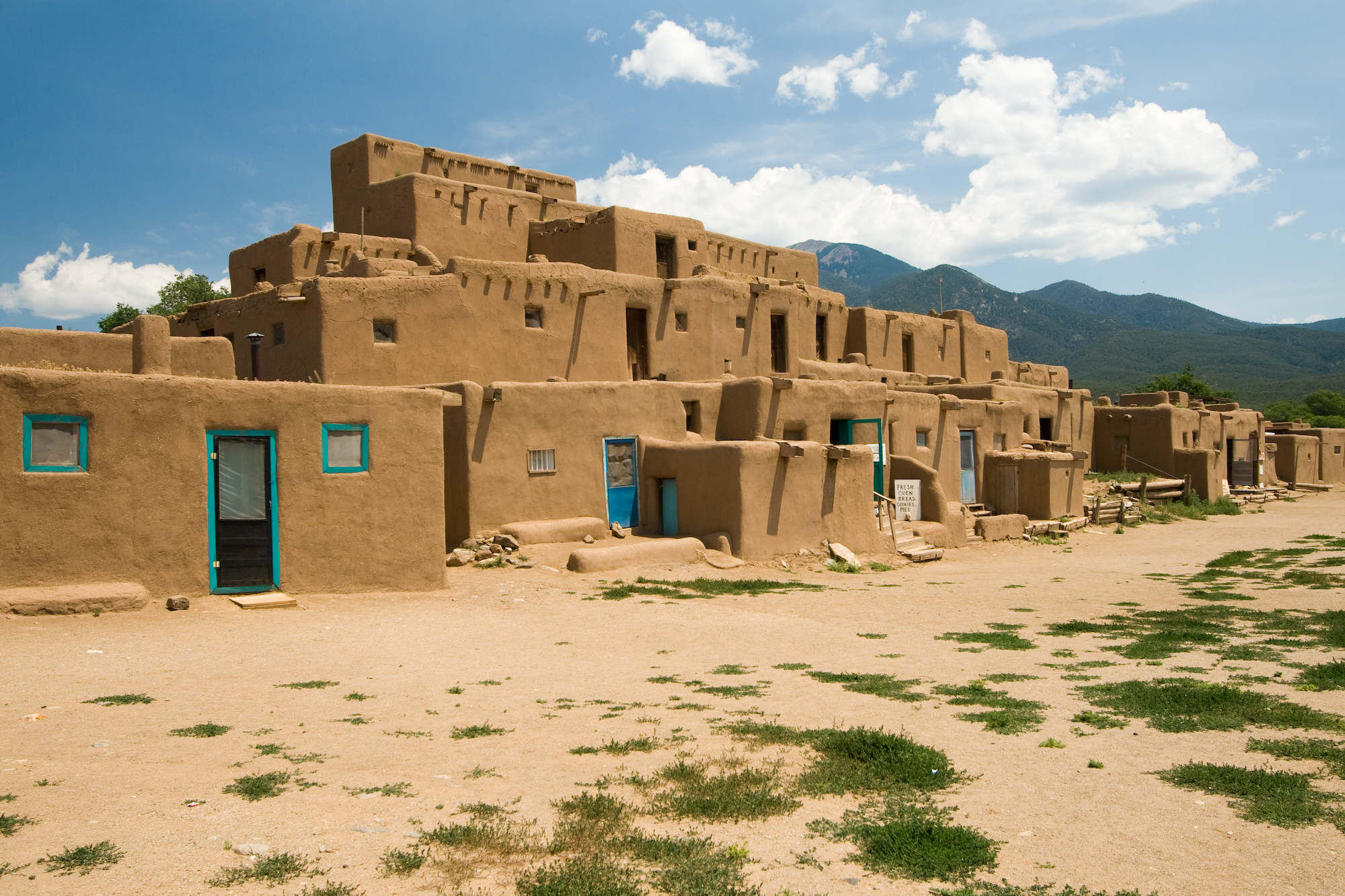
뉴멕시코주의 타오스 푸에블로
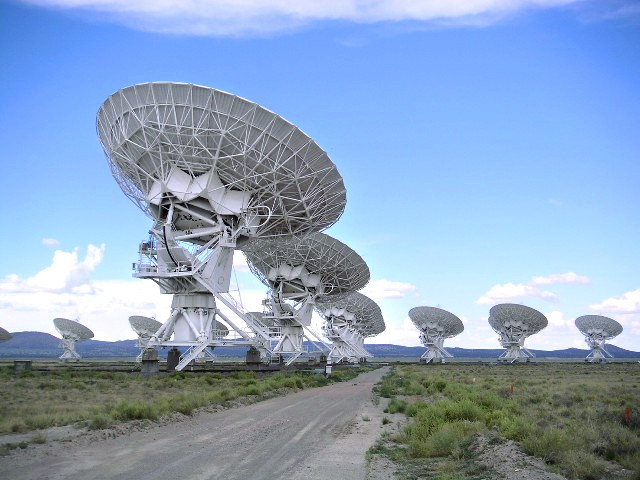
소코로 근처의 장기선 간섭계
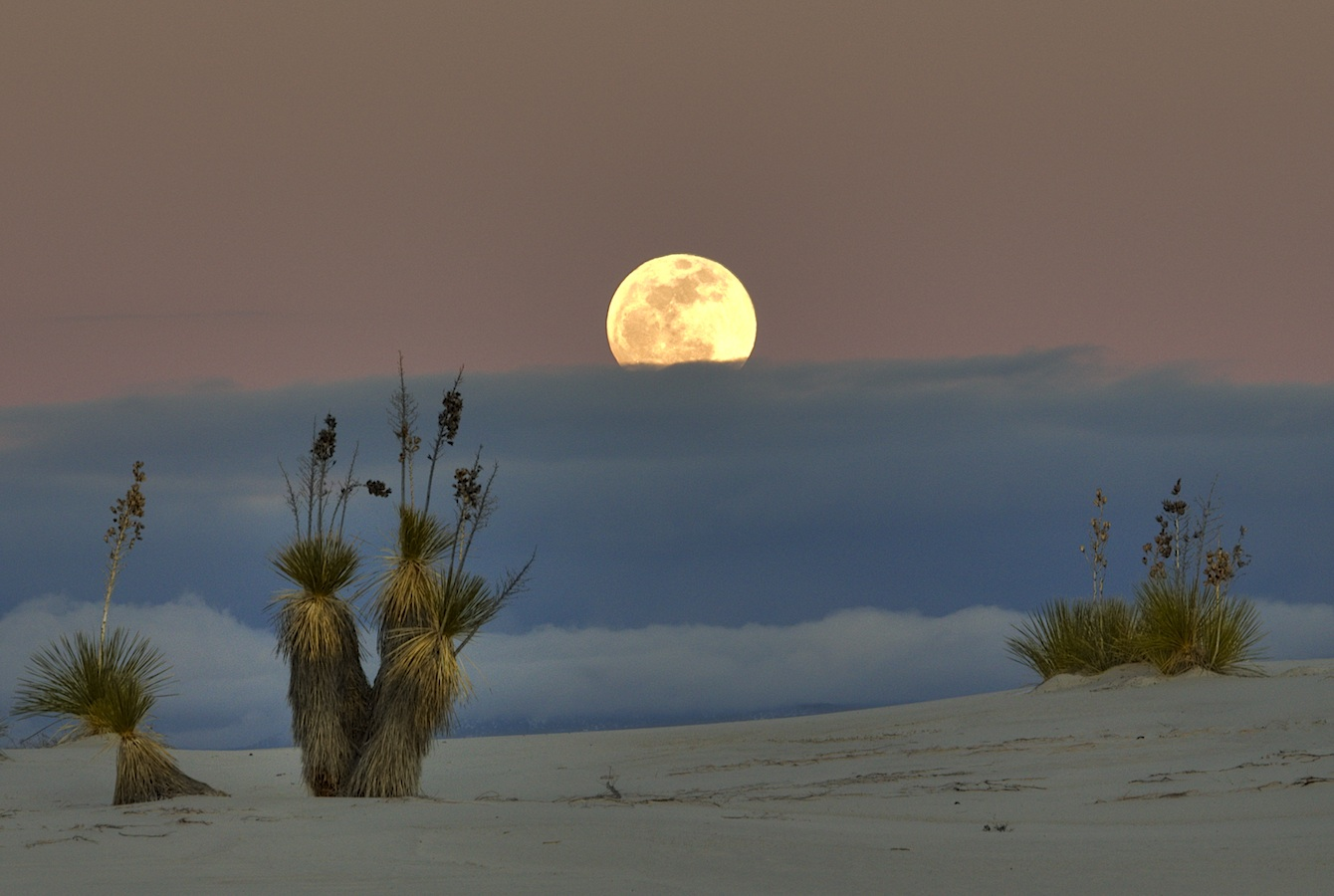
뉴멕시코주 화이트 샌즈 국립공원의 달맞이
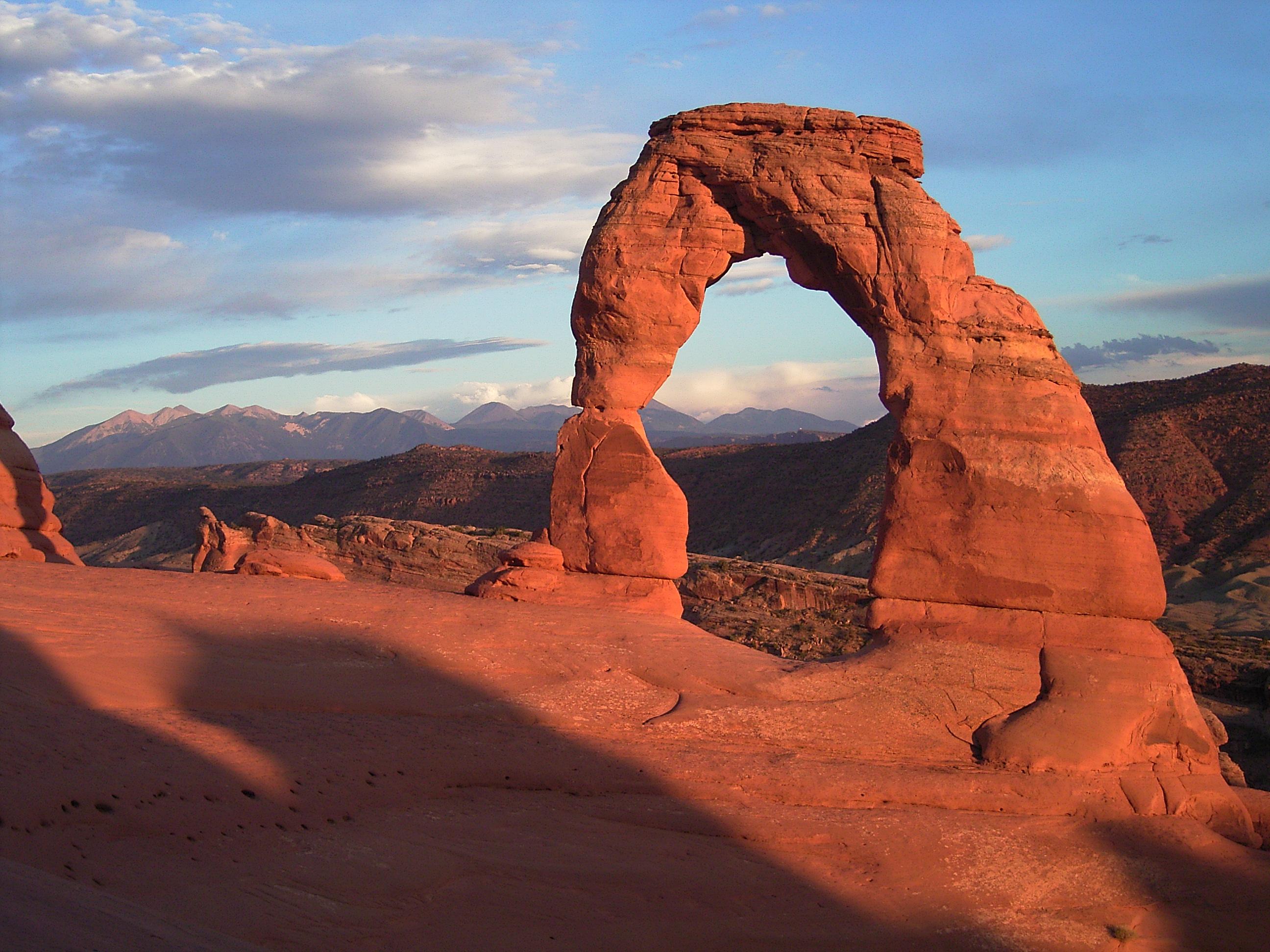
유타주 아치스 국립공원의 델리케이트 아치 일몰
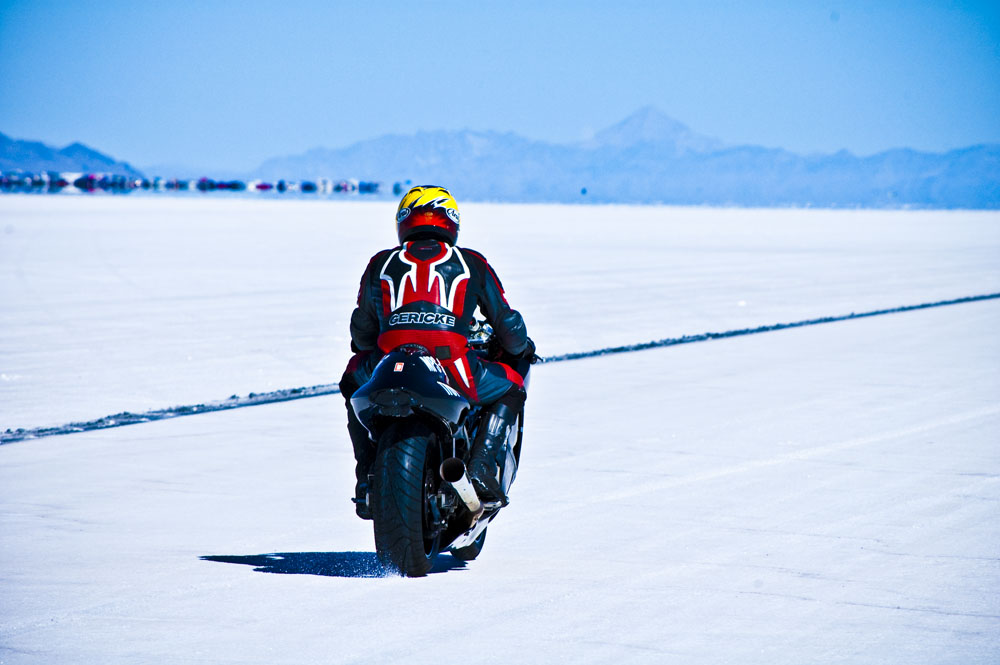
유타주 보너빌호
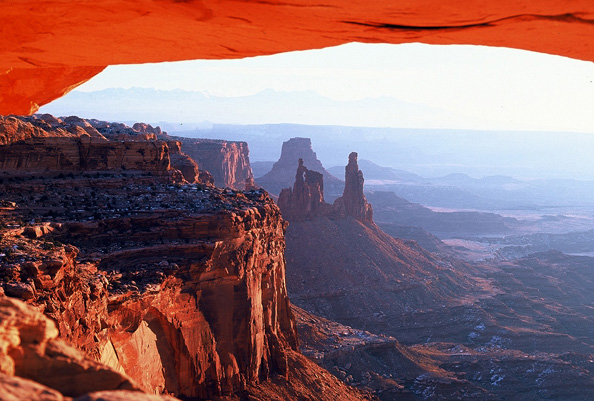
유타주 캐니언랜즈 국립공원의 메사 아치

## 시간대
산악 표준시는 네바다주(주 경계 도시인 웨스트 웬도버를 제외한 모든 지역)와 아이다호 팬핸들을 제외한 거의 전체 지역에서 준수된다. 웨스트 웬도버와 잭팟을 제외한 네바다주 전체와 아이다호 팬핸들은 태평양 표준시를 따른다. 애리조나주는 일광 절약 시간제를 준수하지 않지만, 나바호 네이션 내의 토지(주 북동쪽 모퉁이)는 국가가 주 경계를 가로지르기 때문에 일광 절약 시간제를 준수한다. 이러한 이유로 애리조나주 대부분은 3월 둘째 일요일부터 11월 첫째 일요일까지 나머지 산악 시간대보다 한 시간 늦다.

## 같이 보기
- 산악 표준시
- 로키산맥
  - 로키산맥의 산봉우리
- 미국
  - 미국의 통합 통계 지역 목록
  - 핵심 기반 통계 지역 목록
    - 미국의 대도시 통계 지역 목록
    - 미국의 마이크로폴리탄 통계 지역 목록

  - 미국의 주
  - 미국 서부
    - 프런트 레인지 도시 회랑
    - 인터마운틴 웨스트
    - 미국 북서부
      - 태평양 북서부

    - 미국 남서부
      - 태평양 남서부

    - 와사치 프론트